# Joan Miró i Ferrà
Joan Miró i Ferrà (Barcelona, 20 d'abril de 1893 - Palma, Mallorca, 25 de desembre de 1983) va ser un pintor, escultor, gravador i ceramista català, considerat un dels màxims representants del surrealisme. En la seva obra va reflectir el seu interès pel subconscient i pel seu país. Les seves primeres obres mostren fortes influències fauvistes, cubistes i expressionistes, evolucionant cap a una pintura més plana, com ho és el seu conegut quadre La masia, de 1921-1922, que evoca el mas d'estiueig de la família a Mont-roig del Camp. A partir de la seva estada a París, la seva obra es torna més onírica, coincidint amb les directrius del surrealisme però sense arribar a incorporar-se formalment a aquest moviment. En nombroses entrevistes i escrits que daten de la dècada del 1930, Miró va manifestar el seu desig d'abandonar els mètodes convencionals de pintura, que en les seves pròpies paraules es concreta en «matar-los, assassinar-los o violar-los», per poder afavorir una forma d'expressió que fos contemporània, i no voler doblegar-se a les exigències ni a l'estètica d'aquests mètodes, ni tan sols en els seus compromisos vers els surrealistes. Més endavant l'autor mostra interès per l'espiritualitat japonesa de tipus zen i per l'expressionisme abstracte dels Estats Units. Als anys 50 es va instal·lar a Palma, on va trobar un espai de refugi i de treball, gràcies al taller construït pel seu amic Josep Lluís Sert. Miró va morir a Palma als noranta anys.
Un dels espais on millor es troba representada la seva obra és la Fundació Joan Miró, fundada el 1975 i ubicada a Barcelona. Es tracta d'un centre cultural i artístic creat per difondre les noves tendències de l'art contemporani, constituint-se amb un gran fons d'obres donades pel mateix autor. També hi ha importants fons d'obra seva a la Fundació Pilar i Joan Miró de Palma, al Centre Georges Pompidou de París, al MoMA al Museu Reina Sofia i a l'Espacio Miró de Madrid, al Guggenheim de Nova York, a la Tate Modern de Londres i al Moderna Museet d'Estocolm.

## Biografia

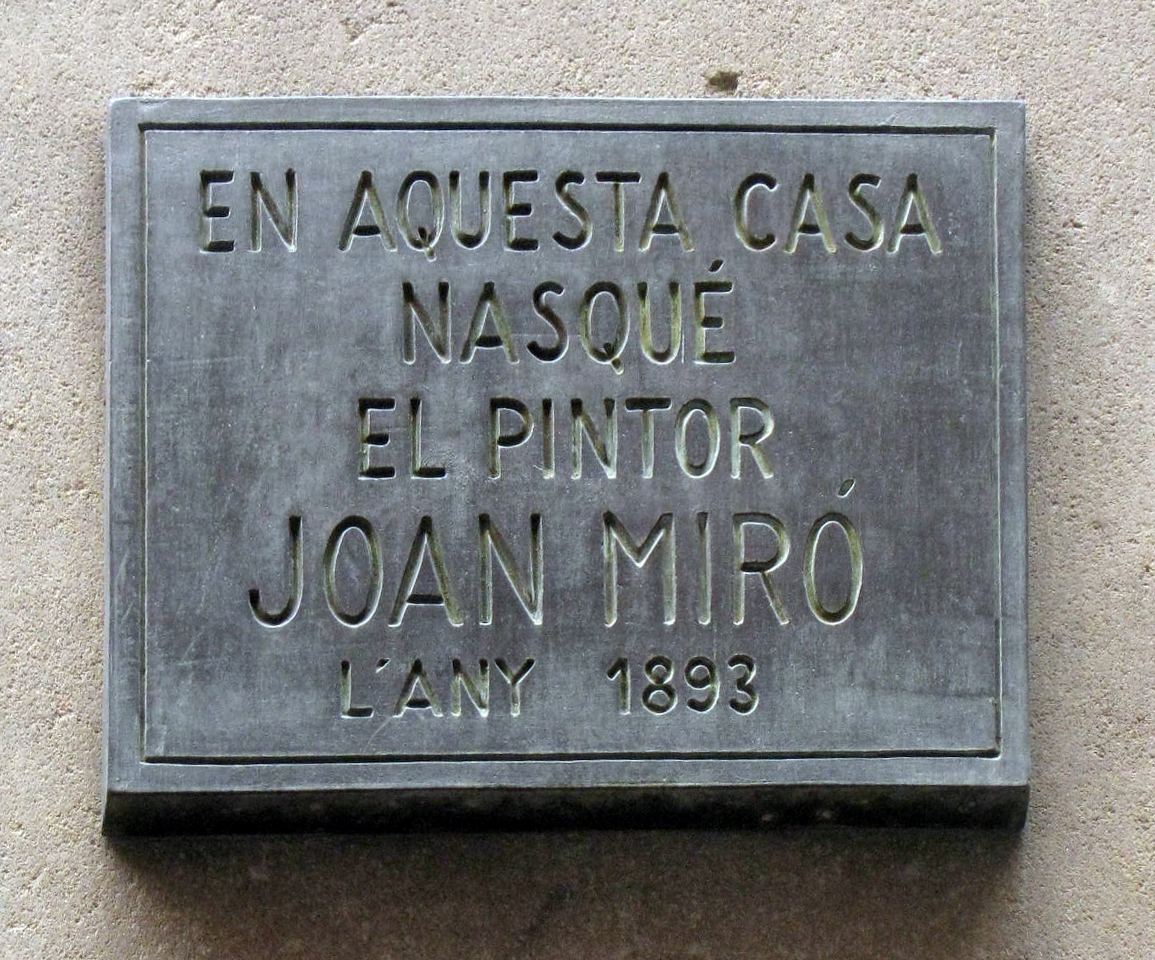
Placa de la casa natal de Miró al passatge del Crèdit

Miquel Miró i Adzeries, fill d'un ferrer de Cornudella de Montsant, tenia un taller d'orfebreria i rellotgeria a la porteria del número 34 del carrer de Ferran de Barcelona. Allà va conèixer Dolors Ferrà i Oromí, nascuda a Palma i filla d'un ebenista mallorquí. Es van casar i van establir la residència al passatge del Crèdit, on van néixer els seus dos fills, Joan i Dolors. Joan Josep Miquel Miró i Ferrà va néixer el 20 d'abril de 1893 a les nou del vespre, al primer pis del número 4 del passatge del Crèdit. Li van posar el nom que compartien els seus dos avis, Joan Miró i Joan Ferrà. Un any després, el 9 de desembre de 1894 va néixer el seu germà, Miquel Josep Trinitat Miró, que va morir el 12 de maig de 1895, amb cinc mesos de vida. El 16 de març de 1896 neix una germana, Josepa Francesca Trinitat, que moriria al cap de poc. Més endavant, el 2 de maig de 1897, va néixer la seva germana Dolors Josepa Trinitat.

### Estudis

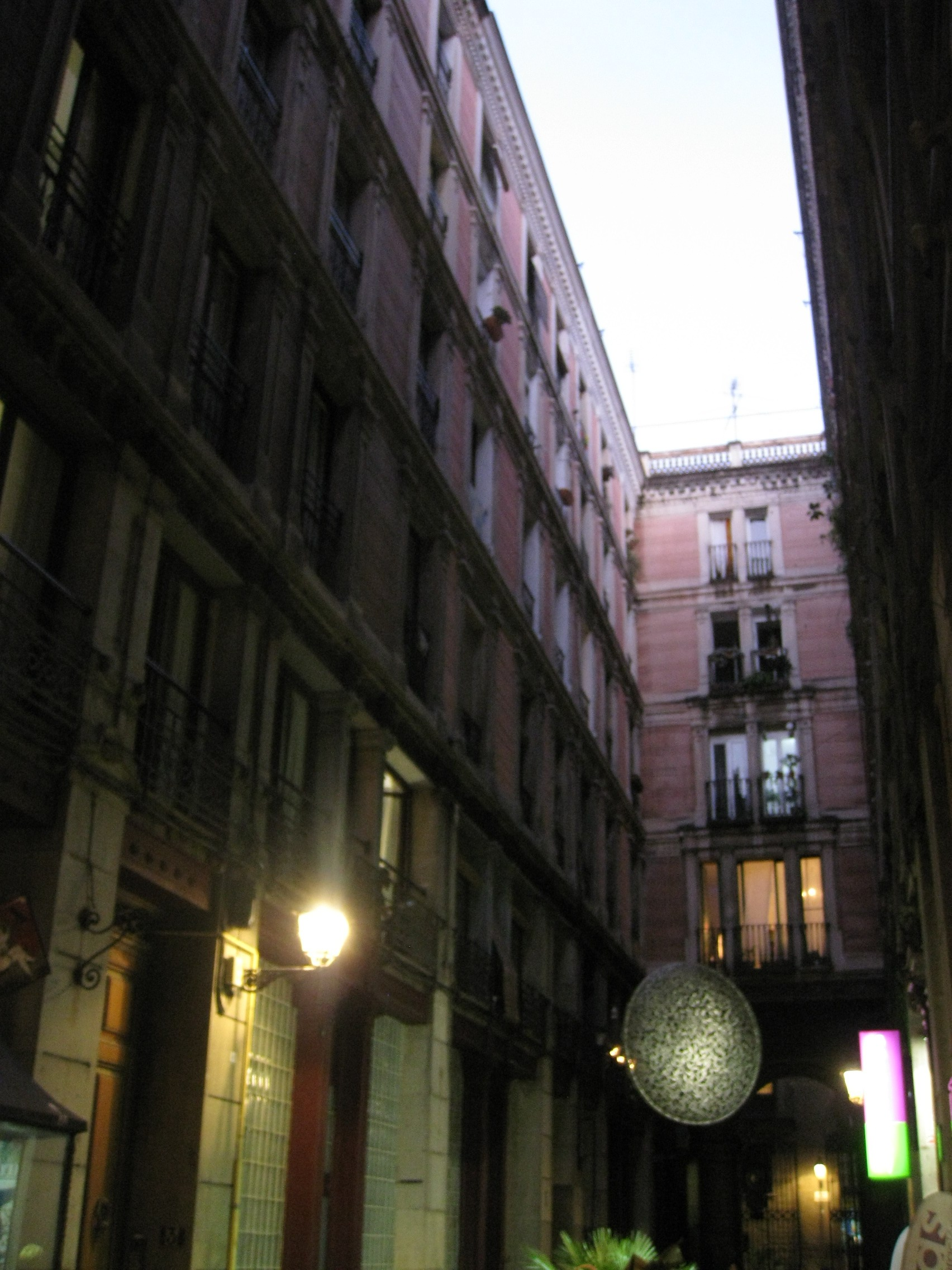
El Passatge del Crèdit, lloc de naixement de Joan Miró

El 1900 Miró va començar a anar a l'escola privada del carrer del Regomir, 13, on assistiria, entre d'altres, a classes de dibuix. No era un bon alumne. Més endavant, el 1907, va començar a estudiar comerç, segons desig del seu pare, per així poder tenir una bona formació i aconseguir d'ésser «algú a la vida». Davant el desig del seu fill de matricular-se a l'Escola Llotja de dibuix, i en tenir la possibilitat d'assistir a les classes nocturnes, el seu pare ho va acceptar com si fos un passatemps per al noi. A la Llotja va rebre la influència de dos mestres: Modest Urgell i Josep Pascó, tal com ho demostren diversos dibuixos de l'època conservats a la Fundació Joan Miró.
El 1910, amb disset anys, va acabar els seus estudis de comerç i va entrar a treballar durant dos anys com empleat en l'adrogueria Casa Dalmau i Oliveres, ubicada al Passeig de la Indústria, 14, avui Passeig Picasso, fins que una febre tifoide el va obligar a retirar-se a la casa familiar que els seus pares tot just havien comprat al poble de Mont-roig del Camp, ara conegut com a Mas Miró, on es passà dos mesos al llit. Fou allà on el paisatge esdevindria un clar estímul a la seva pintura i on Miró va prendre la ferma resolució de ser pintor i, tot i que amb reticències, va comptar amb el permís patern.
El 1912 va ingressar a l'acadèmia d'art dirigida per Francesc Galí, on va conèixer les últimes tendències artístiques europees i on assistiria les tardes de 3 a 5 fins que es va clausurar el centre, el 1915. Mentrestant, de 7 a 9. també assistia al Cercle Artístic de Sant Lluc, on rebia classes de dibuix de la natura. Fou aquí on Miró va descobrir la seva passió per la poesia i on va fer amistat amb Josep Francesc Ràfols, Sebastià Gasch, Enric Cristòfor Ricart i Josep Llorens i Artigas, amb els qui anys més tard constituïren el grup artístic Agrupació Courbet. Poc després es va començar a interessar per la poesia i per les revistes d'avantguarda. El 1916 va conèixer el galerista i marxant Josep Dalmau.
Cal dir que entre 1915 i 1917 Miró va haver de fer el Servei Militar. Fou un soldat ras del regiment d'infanteria de Bergara número 57. Destaca l'episodi en què el seu regiment va ser cridat a dissoldre els vaguistes de Barcelona i Sabadell la tardor de 1917.
Amb E.C.Ricart va compartir taller primer al carrer de l'Arc de Jonqueres i més endavant al carrer de Sant Pere més Baix, 51, espai que compartirien fins al 1918.

### Primeres exposicions

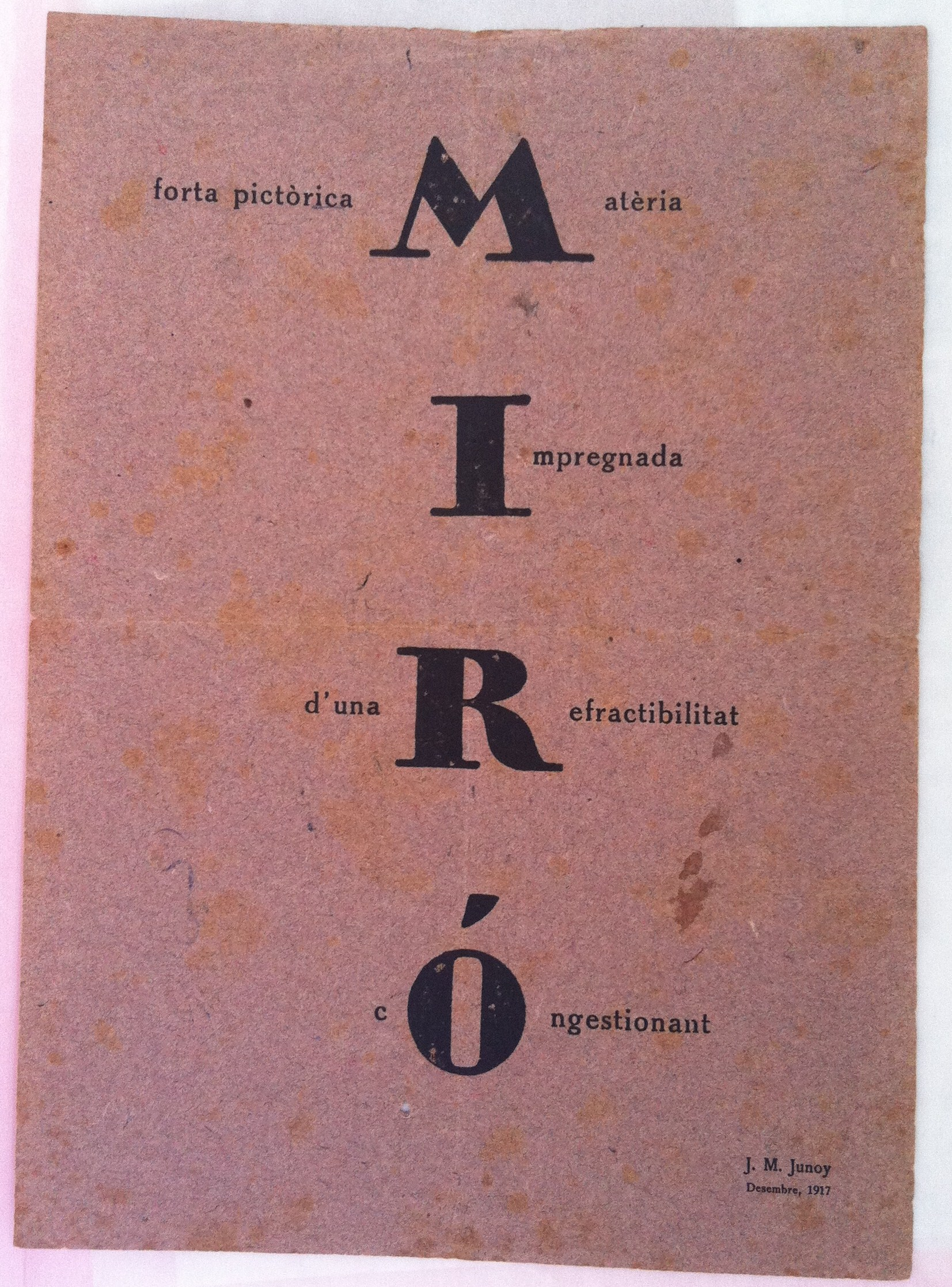
Catàleg de la Primera exposició Joan Miró Galeries Dalmau el 1918

La seva primera exposició individual va tenir lloc a les Galeries Dalmau de Barcelona entre el 16 de febrer i el 3 de març de 1918, amb la presentació de 64 obres entre pintures, aquarel·les i pastels, fetes entre 1914 i 1917. Aquestes primeres pintures tenen una clara influència de les tendències franceses: l'impressionisme, el fauvisme i el cubisme. A les pintures Ciurana, el poble (1917) i Ciurana, l'església (1917) es veu la proximitat amb els colors de Van Gogh i els paisatges de Cézanne, reforçats amb una pinzellada fosca, així com l'empremta de Van Dongen i de Gleizes. També crida l'atenció Nord-Sud (1917), obra anomenada com la revista francesa on el 1917 Pierre Reverdy va escriure sobre el cubisme. En aquest quadre Miró mescla els traços de Cézanne amb la inclusió de rètols dins la pintura, com a les obres cubistes de Juan Gris o Pablo Picasso. En altres obres -com el Retrat de V. Nubiola - mostra la fusió del cubisme amb l'agressiu color fauvista. Josep Maria Junoy va presentar l'exposició amb un díptíc on a la coberta hi havia un cal·ligrama fet amb la paraula Miró, on es podia llegir «forta pictòrica Matèria Impregnada d'una Refractabilitat cOngestionant». La reacció de la crítica va ser diversa i Miró només va aconseguir vendre una obra Natura morta del molinet de cafè, que Josep Mompou va adquirir per 250 pessetes.
La primavera del mateix 1918, entre el 10 de maig i el 30 de juny, va participar en la primera exposició col·lectiva de la flamant Agrupació Courbet, que va tenir lloc al Cercle Artístic de Sant Lluc dins de l'Exposició Municipal de Primavera.

### Mont-roig del Camp

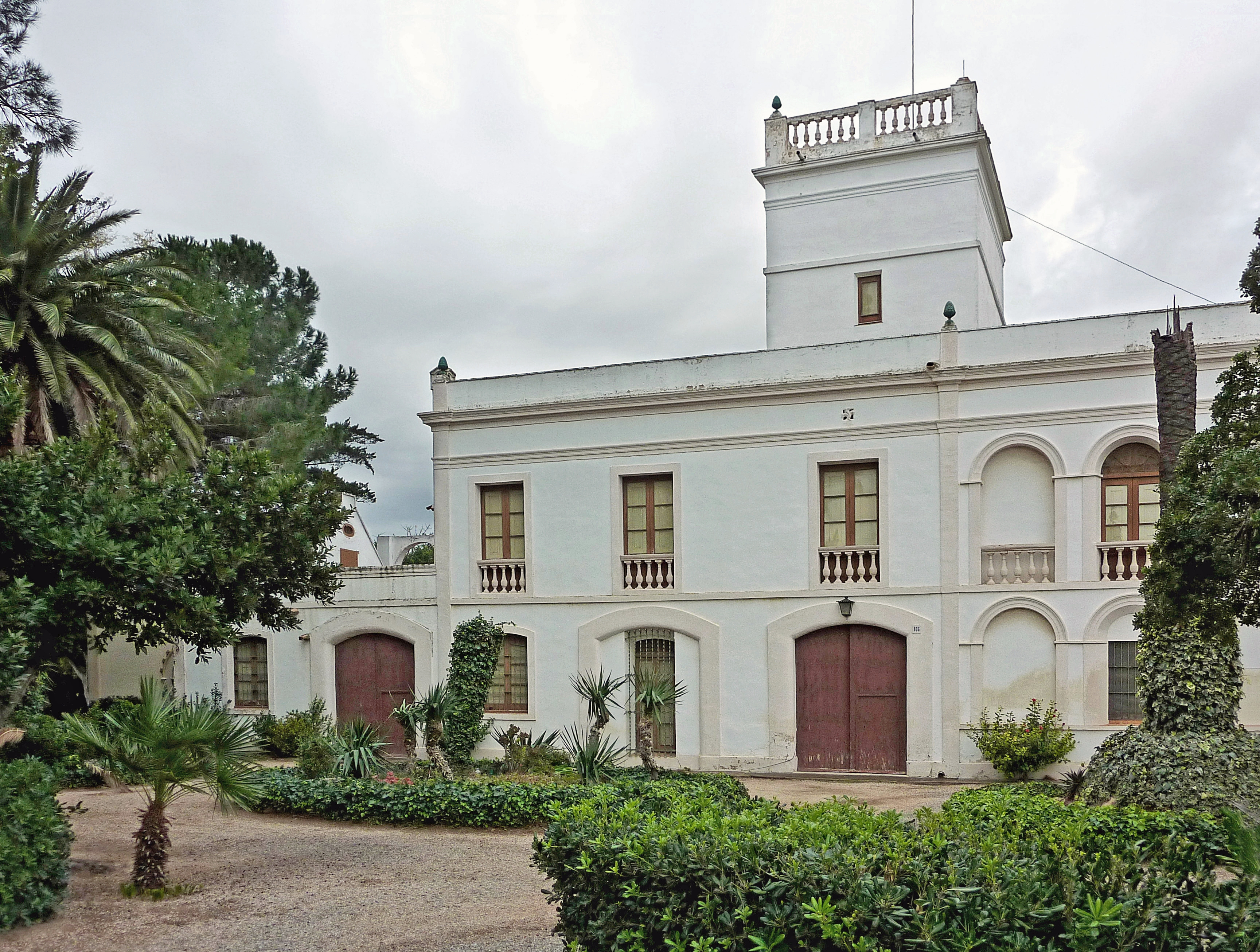
El Mas Miró, finca familiar de la família Miró a Mont-roig del Camp, on Miró passaria els estius i pintaria la seva cèlebre La masia, entre moltes altres obres.

Com era el seu costum, i continuaria fent-ho durant tota la vida, Miró va passar aquell estiu de 1918 a Mont-roig del Camp, on va abandonar els colors i les formes dures emprades fins aleshores per altres de més minucioses, segons va explicar en una carta dirigida al seu amic Ricart, datada el 16 de juliol de 1918:
| « | Res de simplificacions ni abstraccions. Ara com ara el que m'interessa més és la cal·ligrafia d'un arbre o d'una teulada, fulla per fulla, branqueta per branqueta, herba per herba, teula per teula. Això no vol dir que aquests paisatges al final acabin sent cubistes o rabiosament sintètics. En fi, ja veurem. El que si em proposo és treballar molt de temps a les teles i deixar-les el més acabades possible, així és que al final de temporada i després d'haver treballat molt si tinc poques teles; no passa res. Durant l'hivern següent continuaran els senyors crítics dient que persisteixo en la meva desorientació. | » |

Als paisatges pintats en aquesta època, s'observa un arquetip mitjançant un vocabulari nou d'iconografies i de signes meticulosament seleccionats i organitzats, sent el dibuix l'agent estructurador. Per exemple, a Vinyes i oliveres de Mont-roig es veuen les arrels, que estan dibuixades sota la terra, completament individualitzades; d'aquesta manera pretén aconseguir la connexió física amb la terra. A Mont-roig Miró pren consciència de la idea de primitivisme, present en les arrels culturals del país, en l'art medieval i en l'art popular, gràcies al contacte amb la natura, que el relaciona amb objectes quotidians que li serviran de base per als seus projectes i investigacions tècniques i formals.

### França

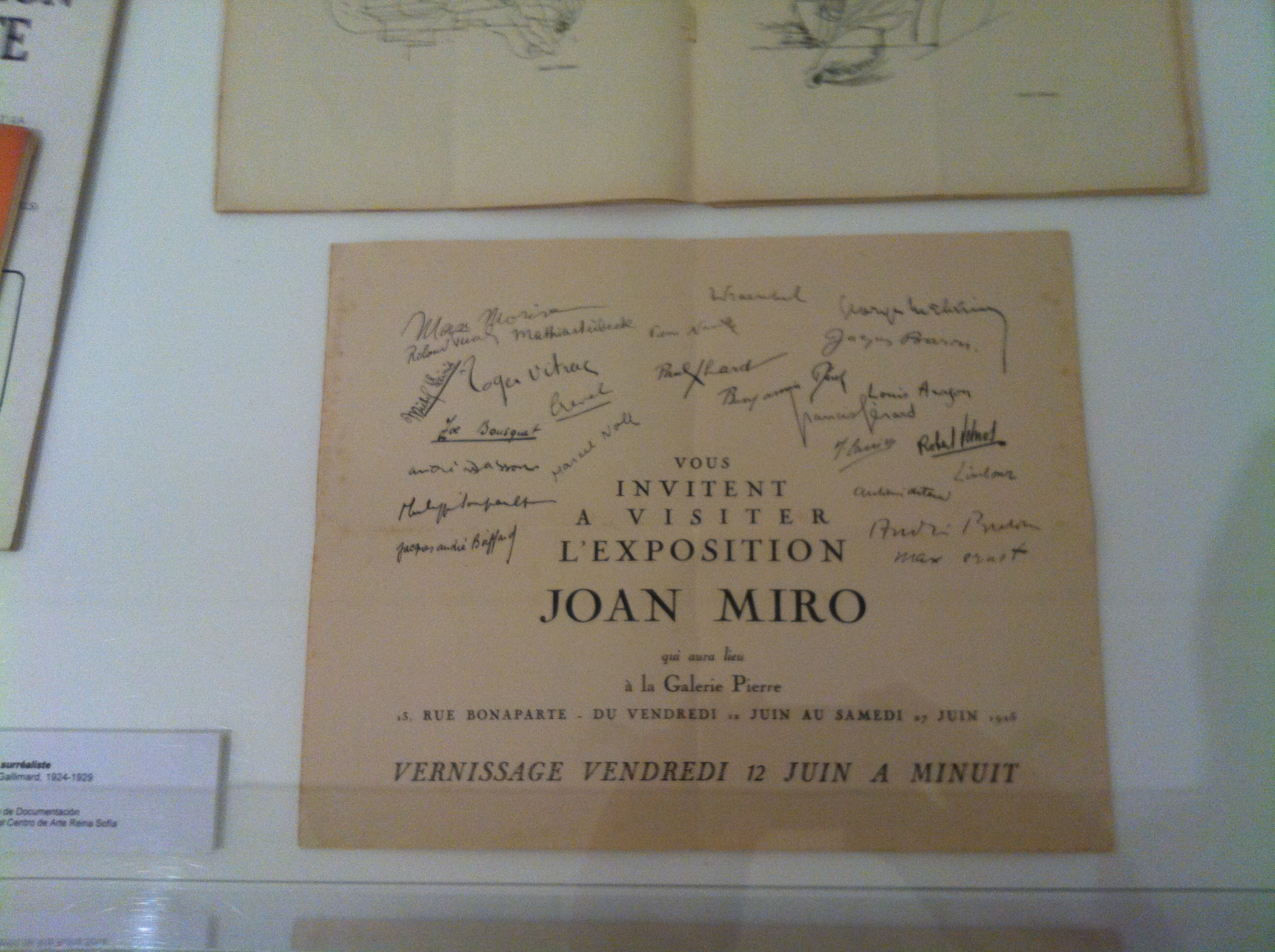
Invitació a l'exposició de Joan Miró a París, conservada al MNCARS de Madrid.

El febrer de 1920 Joan Miró va fer el seu primer viatge a París. Es va allotjar a l'Hotel de Rouen. Allà va visitar els principals museus, galeries d'art. També va anar a veure a Picasso i a altres pintors destacats. Després de passar l'estiu a Mont-roig, el febrer de 1921 va retornar a la capital francesa, aquest com amb l'objectiu d'establir-se a la ciutat. Segons Miró, la seva estada parisenca va alliberar-lo «no només del cubisme que havia conegut a Barcelona sinó també —per la influència dels meus amics, poetes i pintors surrealistes— dels temes convencionals: la natura morta, el retrat i el paisatge realista».
Gràcies a la intervenció del seu amic Papitu Artigas va aconseguir que l'escultor Pablo Gargallo li cedís temporalment el taller que aquest tenia a la rue Blomet, ja que només el feia servir durant els mesos d'estiu. Miró l'aprofitaria durant la temporada d'hivern. Les gestions fetes pel galerista Josep Dalmau i Rafel li van proporcionar una exposició individual a la Galerie La Licorne que es va inaugurar el 29 d'abril de 1921. Malgrat no aconseguir cap venda d'obra, la crítica va ser favorable. Picasso va mostrar interès per l'obra Autoretrat i Miró li va regalar en agraïment per les recomanacions que d'aquest havia fet a crítics i marxants parisencs. En aquesta exposició ja es podien apreciar els canvis en la seva obra, que progressivament aniria abandonant diversos convencionalismes.
Al barri de Montparnasse va conèixer la comunitat artística que s'hi agrupava, entre d'altres a André Masson, veí del seu taller al carrer Blomet i amb qui coincidia en les reunions amb Max Jacob. Va entrar llavors en contacte amb artistes provinents del dadaisme, i del surrealisme, amb el poeta André Breton al capdavant. La trobada va ser decisiva per al progrés de la seva obra. Quan els amics es van afiliar al grup surrealista, Miró es va situar molt a prop, sense arribar, però, a formar-ne mai part formalment. Amb tot, a partir del 1925 penjava obres en la majoria d'exposicions del grup. Miró però es va veure més atret i influenciat pel grup de poetes que pel grup de pintors. Va fer amistat amb gent com Desnos, Éluard, Aragon, Leiris i es va aficionar a llegir obres de Rimbaud, Lautréamont, Baudelaire i Apollinaire, entre molts altres.
| «           | Rue Blomet va ser un moment decisiu. Hi vaig trobar tot el que jo sóc. Primer de tot era l'amistat, l'intercanvi i el descobriment exaltat a través d'un grup d'amics meravellosos | » |
| — Joan Miró | |   |

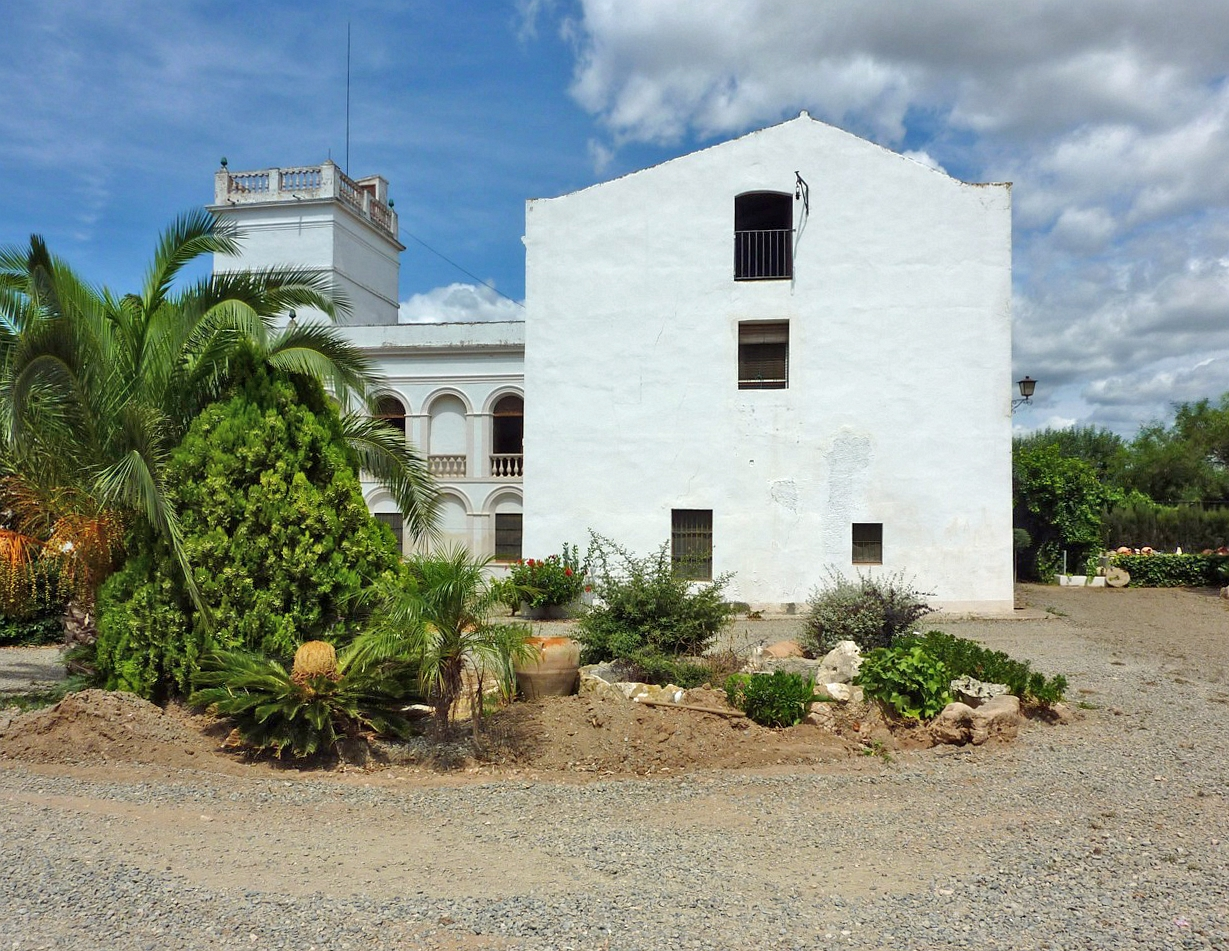
Vista del Mas Miró des d'on es va pintar l'obra

Al llarg de 1921 i 1922, durant nou mesos de dura elaboració, Joan Miró va pintar La masia, que seria l'obra culminant d'aquesta època «detallista». La relació mítica mantinguda per Miró amb la terra es resumeix en aquest quadre, que representa el Mas Miró, la masia de la seva família a Mont-roig. Cal destacar el grafisme realista de tots els objectes, els animals domèstics i les plantes amb les quals l'ésser humà treballa i s'hi relaciona, així com la resta objectes quotidians. Amb La masia (1921-22), quadre d'un detallisme gairebé espectral, va culminar una època d'observació directa de la realitat.
Progressivament Miró va abandonar la seva època detallista i va sintetitzar la màgia ja apuntada en aquesta etapa anterior. Del realisme de La Masia va passar a la fantasia desbordant de Carnaval d'Arlequí (1924-25), obra plena de figures i símbols. És en l'inconscient i el que és oníric, en aquest potencial que li oferia el surrealisme, on Miró va trobar el material idoni per a les seves futures obres. Això es pot copsar a La terra llaurada, amb una clara al·lusió a La Masia, però amb elements surrealistes com són un ull i una orella al costat d'un arbre. Carnaval d'Arlequí va aconseguir un gran èxit a l'exposició col·lectiva de la Peinture surréaliste de la Galeria Pierre de París, estrenat el 14 de novembre de l'any 1925, exposada al costat d'obres de Giorgio de Chirico, Paul Klee, Man Ray, Pablo Picasso i Max Ernst. L'1 d'abril de 1925 va signar un contracte amb Jacques Viot, de la Galerie Pierre, qui li pagaria 1500 francs mensuals a canvi de tota la seva producció artística.
Viot va voler promocionar la carrera de Miró organitzant-li una bona exposició entre el 12 i el 27 de juny de 1925. El text aniria a càrrec de Benjamin Péret, i va aconseguir que la carta d'invitació al vernissage fos signada pels principals impulsors del surrealisme. L'exposició va tenir lloc al número 13 de la rue Bonaparte, i a la inauguració hi van assistir les principals autoritats del moment i es va ajuntar tanta gent que calia fer cua al carrer. Picasso va encarregar una cobla de sardanes que amenitzaven l'espera, com un obsequi al seu amic català. Aquesta exposició va suposar un rellançament de la carrera de Miró.
A partir de Carnaval d'Arlequí Miró abandonà els paisatges com a font d'inspiració i començà a basar-se en els estats mentals, com les al·lucinacions. Les obres executades entre el 1925 i el 1927, conegudes com a pintures de somnis i paisatges imaginaris, oferien uns fons monocroms extremadament plans amb traços de signes gairebé jeroglífics. De vegades s'hi podien llegir inscripcions que semblaven petits poemes automàtics.

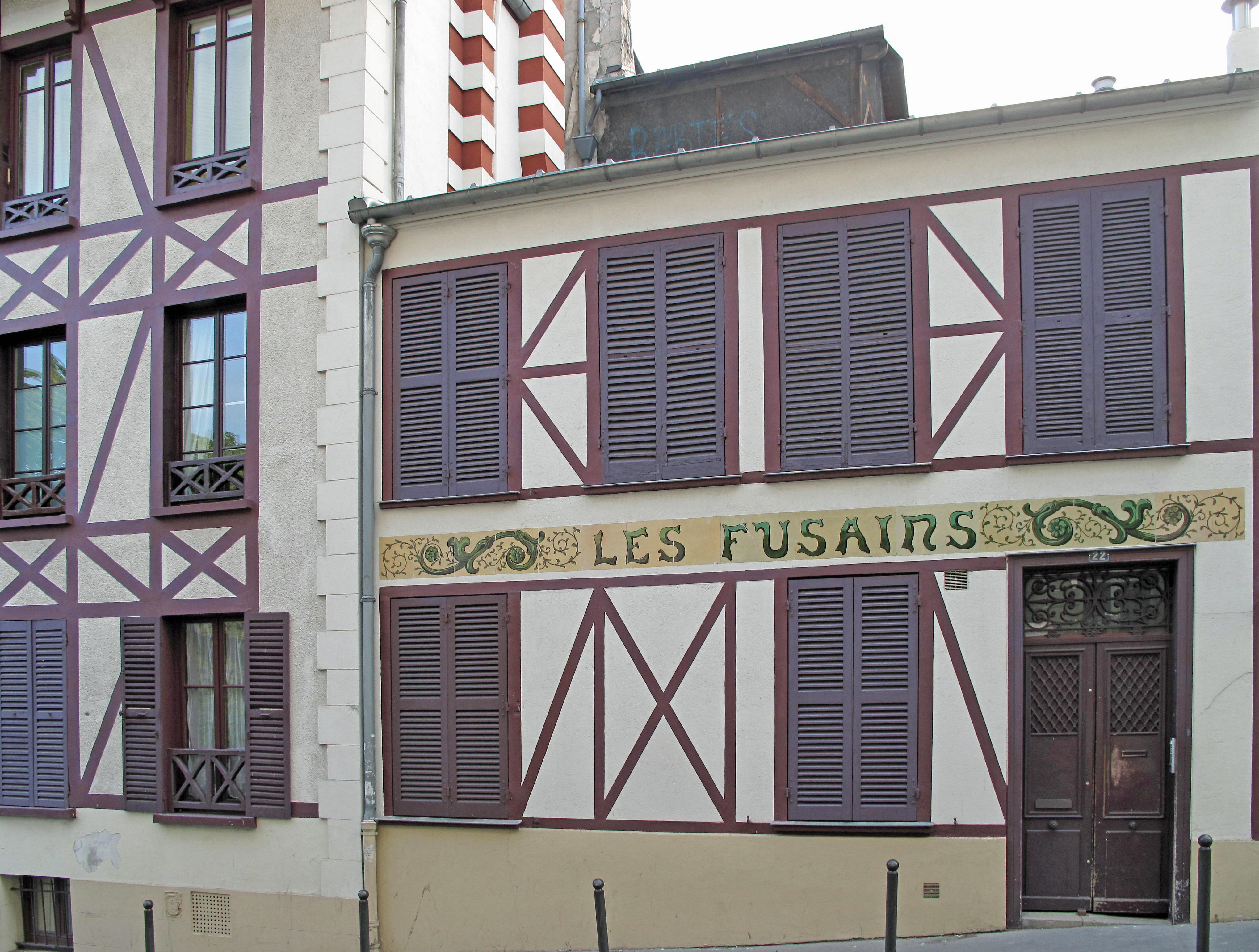
Les Fusains a la parisenca Rue de Tourlaque, va ser lloc de residència de diversos artistes a principis del. Miró s'hi va instal·lar el 1927.

El 1927 es va traslladar a viure a un altre estudi més gran del carrer Tourlaque, on es va trobar amb vells amics com Max Ernst i Paul Éluard, i va conèixer Pierre Bonnard, René Magritte i Jean Arp. Va experimentar amb ells -Yves Tanguy, Man Ray i Max Morise- el joc del cadàver exquisit. Fou en aquesta època quan començà a descobrir els gravats amb punta seca.
Van ser uns anys de gran generositat creativa, que van culminar, amb notable èxit de crítica i de vendes, en l'exposició individual del maig del 1928 a la galeria Georges Bernheim de París, on el MoMA va adquirir 2 obres i la Universitat de Nova York va adquirir Gos bordant la lluna. Progressivament els grans col·leccionistes d'art van anar adquirint obra seva.

### Països Baixos

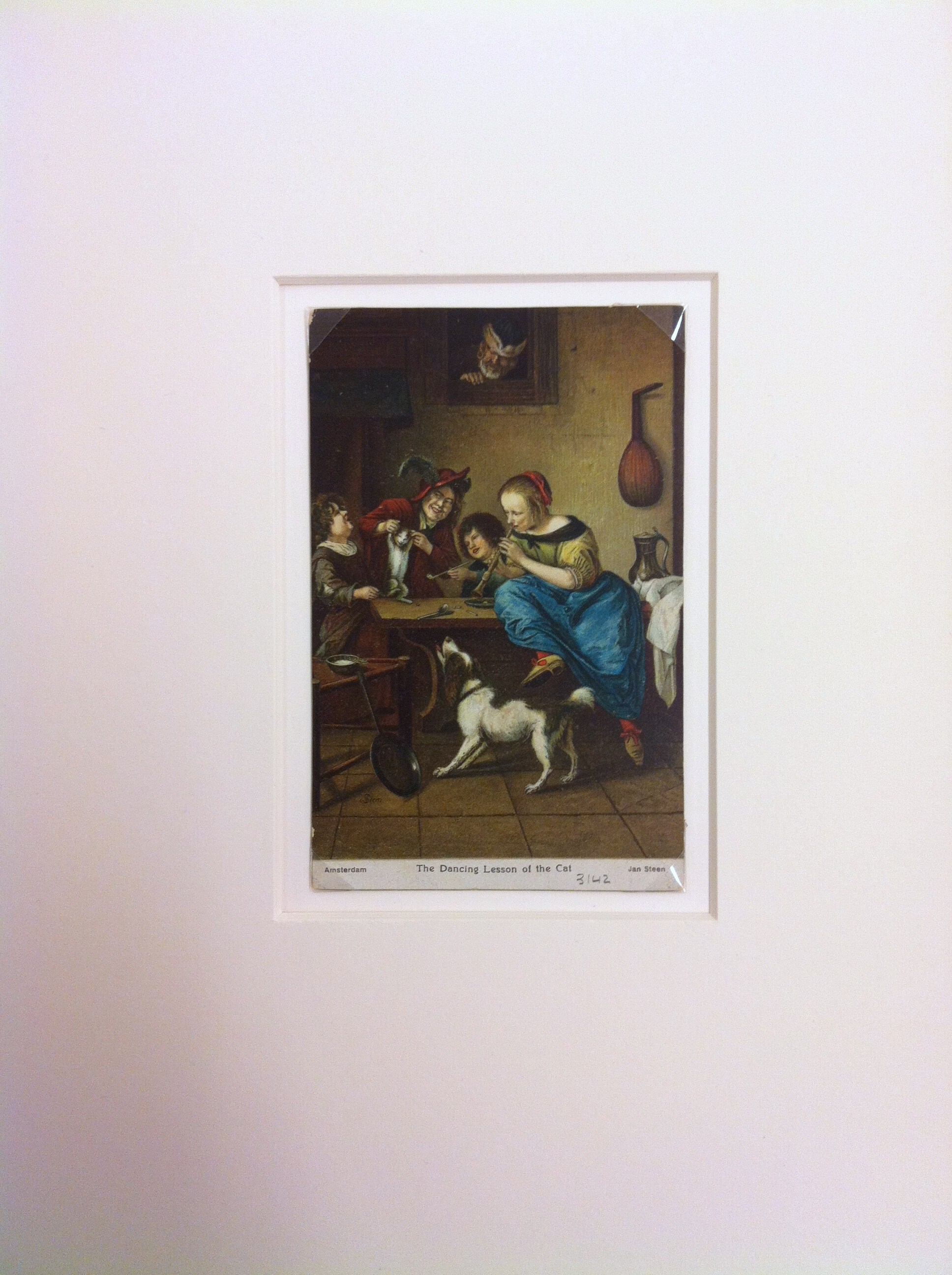
Postal que va fer servir Joan Miró per als seus Interiors Holandesos, conservada a la Fundació Joan Miró

Amb l'exposició a la Bernheim, s'acabava una etapa en la trajectòria de Miró. Un dia després de la inauguració, Miró va fer un viatge d'uns 15 dies per Bèlgica i els Països Baixos, on va visitar els museus més importants del país. Els pintors neerlandesos, Vermeer i els mestres del segle xvii, van causar un gran impacte en l'artista, que va comprar postals acolorides d'aquestes pintures i, al seu retorn a París, es va dedicar a la creació d'una sèrie coneguda com a Interiors holandesos, inspirada en els mestres del passat. En aquesta sèrie Miró va transformar la pintura dels seus somnis surrealistes, amb un espai buit en el qual imperava el grafisme, a la recuperació de la composició en perspectiva i les formes analitzades. Molt similar a aquests Interiors holandesos va ser la següent sèrie de Retrats imaginaris, també amb el punt de partida d'uns retrats ja realitzats: Retrat de la senyora Mills el 1750, basat en un quadre del mateix títol de George Engleheart, Retrat d'una dama del 1820 de John Constable, La fornarina de Rafael Sanzio i el quart, l'origen va ser un anunci en un diari d'un motor dièsel, en el qual va aconseguir realitzar una metamorfosi fins a aconseguir una figura femenina a la qual va titular  La reina Lluïsa de Prússia. Miró se servia de la imatge no per fer una interpretació d'una obra ja realitzada, sinó com a punt de partida per analitzar la forma pura fins a aconseguir la seva figura mironiana. El procés realitzat en cada pintura es pot seguir amb una anàlisi dels dibuixos preparatoris que es conserven, uns a la Fundació Joan Miró i d'altres al Museu d'Art Modern de Nova York.

### Ruptura amb el surrealisme i «assassinat» de la pintura
Durant aquests anys, Miró parlava d'assassinar la pintura i d'allunyar-se'n. Va ser un període de radicalització que va coincidir amb alguns esdeveniments biogràfics importants: el 12 d'octubre del 1929 es va casar amb Pilar Juncosa a la parròquia de Sant Nicolau de Palma. Van celebrar la lluna de mel a l'Hotel Illa d'Or, a Pollença i posteriorment a Marsella. Poc després, el 17 de juliol del 1930 va néixer la seva filla, Maria Dolors.
Entre els anys 1928 i 1930, les diferències dins del grup dels surrealistes cada vegada van ser més evidents, no solament pel que fa a l'art plàstic, sinó també en el vessant polític. Miró es va anar distanciant progressivament, tot i acceptar els principis de l'estètica surrealista; tampoc se sentia obligat a participar en totes les manifestacions. L'11 de març de 1929, en una reunió al Bar du Château, amb Breton ja adherit al partit comunista, va sorgir un tema de discussió sobre el destí de Lev Trotski; aquest tema finalment va quedar al marge i la discussió va portar a clarificar les posicions de cadascú. Entre els que es van manifestar en contra d'una acció comuna basada en un programa de Breton, es trobaven Miró, Michel Leiris, Georges Bataille i André Masson. Miró només volia defensar-se i lluitar amb la pintura. Entre la posició de Karl Marx, que advocava per «transformar el món» mitjançant la política, o la de Rimbaud, de «canviar la vida» mitjançant la poesia, Miró va escollir la segona. Va ser aleshores quan Georges Hugnet va explicar que Miró només pot defensar-se amb la seva pròpia arma, que és la pintura:
| « | Sí, Miró ha volgut assassinar la pintura, l'ha assassinada amb medis plàstics, mitjançant un art plàstic que és una de les més expressives del nostre temps. L'ha assassinada, potser, perquè no volia doblegar-se a les seves exigències, a la seva estètica, a un programa massa estret per donar via lliure a les seves aspiracions. | » |

Des d'aquest moment, Miró va dibuixar i es va dedicar intensament a una altra alternativa, el collage, que no va realitzar com havien fet els cubistes, retallant el paper amb cura i incorporant-lo en el suport, sinó que les seves formes són sense precisió i després d'enganxades al suport deixa les vores a l'aire i les enllaça amb un grafisme. La seva recerca no era inútil, i li obrí les portes als objectes que realitzarà a partir de 1930.
El 1930 va exposar escultures-objecte a la galeria Pierre de París, i tot seguit arribà la seva primera exposició individual a la Valentine Gallery de Nova York, amb pintures dels anys 1926-1929. Va realitzar les seves primeres litografies per al llibre L'arbre des voyageurs, de Tristan Tzara.
L'estiu de 1930 va començar la seva sèrie anomenada Construccions, conseqüència dels collages. Realitzava la composició a partir de formes elementals, cercles i quadrats retallats en fusta i enganxats sobre un suport, en general també de fusta, amb l'aplicació de claus que reforçaven les línies del quadre. Totes aquestes peces van ser exposades el 1931 a la Galerie Pierre de París, on les va veure el ballarí i coreògraf Léonide Massine, qui tot seguit es va adonar que Miró era l'artista que estava cercant per realitzar la decoració, vestuari i diversos objectes per al ballet Jeux d'enfants. Miró va acceptar i va viatjar a Montecarlo el febrer de 1932. Un cop allà, va realitzar els decorats a base de volums i diversos objectes dotats de moviment. L'obra es va estrenar el 14 d'abril de 1932 amb un gran èxit. Després es va representar París, Londres i, el 18 de maig de 1933, al Gran Teatre del Liceu de Barcelona.

### Retorn a Catalunya
La fi del contracte amb el marxant Pierre Loeb, la crisi econòmica provocada pel crac de la borsa de Nova York el 1929, el naixement de la seva filla Dolors i el delicat estat de salut de la seva mare van ser els detonants perquè Miró decidís tancar el pis de París i tornar a viure a Barcelona a principis del 1932, passant els estius al mas que havien fet construir els seus pares a Mont-roig del Camp i amb trasllats freqüents a París.
A Barcelona va formar part de l'associació d'Amics de l'Art Nou (ADLAN) juntament amb personalitats com els seus amics Joan Prats, Joaquim Gomis i Josep Lluís Sert. El seu objectiu era fer conèixer l'avantguarda artística internacional i promocionar l'avantguarda catalana. El 1934 Pierre Matisse va començar a fer-li de marxant. En aquest període va realitzar nombroses exposicions a Barcelona, París, Londres -l'Exposició Surrealista Internacional de 1936-, Nova York, Berlín.

Va prosseguir amb la seva recerca i va crear les Divuit pintures segons un collage a partir d'imatges d'anuncis apareguts en diaris, com va comentar posteriorment l'artista: 
| « | Acostumava a retallar diaris de formes no regulars i enganxar-les sobre làmines de paper; dia rere dia vaig acumular aquestes formes. Una vegada fets, els collages em servien com a punt de partida de les pintures. No copiava els collages. Senzillament deixava que em suggerissin formes. | » |

Miró va crear nous personatges amb una expressió d'un gran dramatisme, amb una perfecta simbiosi entre els signes i la figures. Els fons són en general foscos, pintats sobre masonita i coure, com s'aprecia a Home i dona davant un munt d'excrements (1935), o Dona i gos davant de la lluna (1936), segurament per l'estat d'ànim de l'artista davant els esdeveniments que van precedir la Guerra Civil espanyola. Com explicava ell mateix més endavant, volia «transcendir els límits del cavallet i aproximar-se, a través de la pintura, a les masses humanes en les quals mai he deixat de pensar».

### Guerra civil i Segona Guerra Mundial

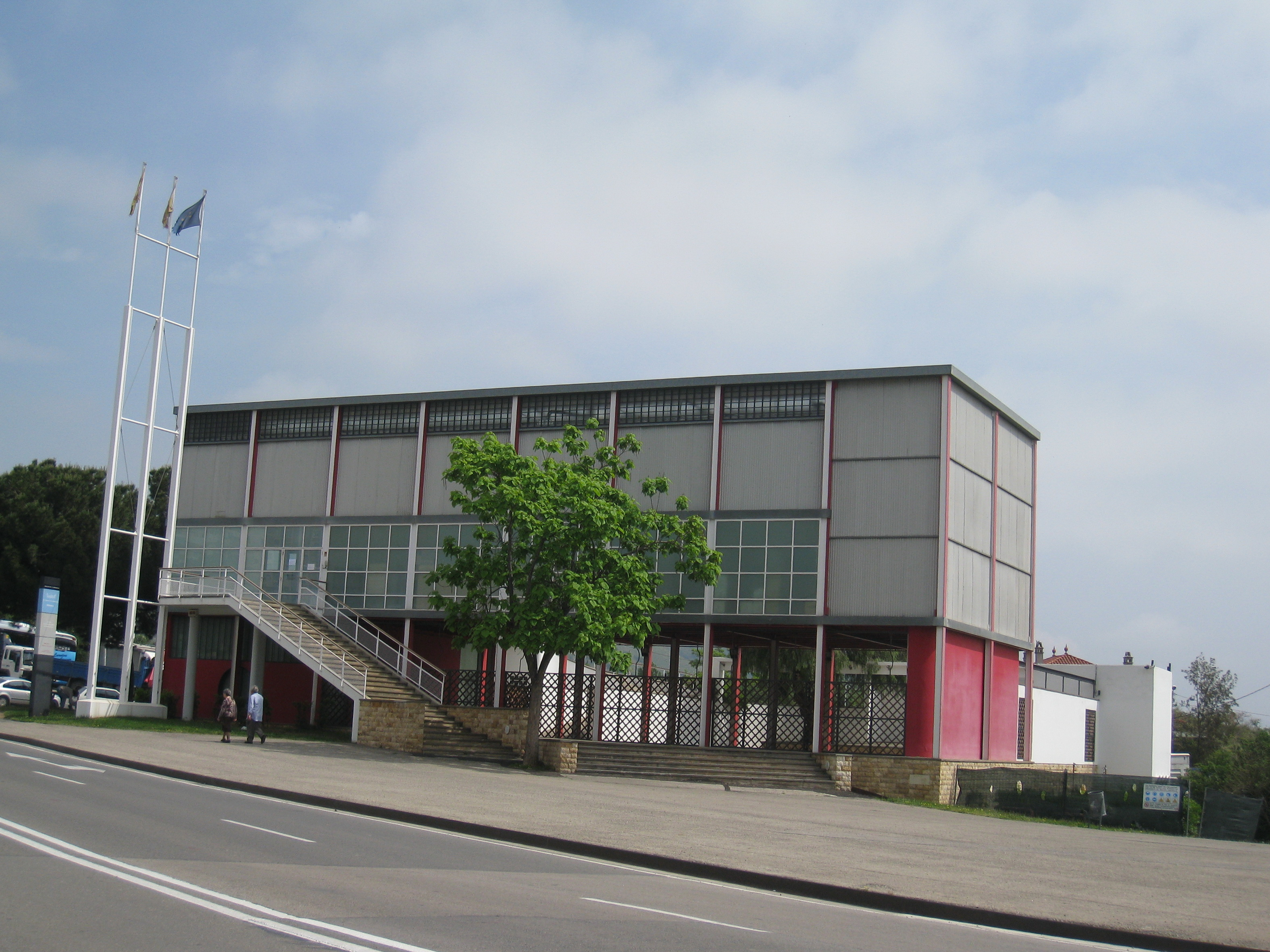
Rèplica del Pavelló de la República Espanyola de Josep Lluís Sert, que es va construir en l'Exposició Unirversal de París de 1937, construïda a Barcelona el 1992.

Quan va esclatar la Guerra Civil espanyola Miró era a París preparant una exposició que tenia programada pel novembre de 1936, i va establir-s'hi de nou, aconseguint que també hi anessin la seva esposa i la seva filla. Amb el drama de fons que significava la guerra espanyola, va sentir la necessitat de tornar a pintar la realitat, que l'artista bolcà en l'obra Natura morta del sabatot, considerada com una peça clau d'aquest període pictòric tan realista. Una altra peça destacada d'aquest període és el seu Autoretrat, actualment al MoMA.
Miró va donar suport al bàndol republicà durant la Guerra civil. Va realitzar el cartell Aidez l'Espagne (Ajudeu a Espanya!), per a ser editat en forma de segell postal destinat a ajudar el govern republicà espanyol. També li van encarregar pintar una obra de grans dimensions per al pavelló de la Segona República Espanyola a l'Exposició Internacional de París de 1937 que s'inauguraria el mes de juliol d'aquell mateix any. En aquest pavelló van exposar també artistes com Picasso amb el famós Guernica, Alexander Calder amb la Font de mercuri, Juli González amb l'escultura Montserrat i Alberto Sánchez, també amb una obra escultòrica, El poble espanyol té un camí que condueix una estrella. Miró va realitzar El segador (Pagès català en revolta), on representava el pagès català amb la falç al puny i en actitud revolucionària, simbolitzant la col·lectivitat de tot un poble en lluita. Aquesta obra va desaparèixer quan el pavelló va ser desmuntat en acabar l'exposició. Es va enviar a València, últim reducte republicà fort a la península, i allà se li perd la pista. Només en queden unes fotografies en blanc i negre.
Abans de l'esclat de la Segona Guerra Mundial l'ambient a París era cada vegada més tens. Entre 1940 i 1941 la família Miró va passar una temporada a Varengeville-sur-Mer, a la costa de Normandia, a una casa oferta pel seu amic, l'arquitecte Paul Nelson. Es tractava d'un espai proper a la natura, tal com hi estava acostumat amb els paisatges de Mallorca o de Mont-roig. Quan va conèixer la caiguda de Barcelona en mans del bàndol franquista, va realitzar la Sèrie Barcelona.
A Varengeveille-sur-Mer es va sentir atret pel cel i va començar a pintar una sèrie de 23 petites obres amb el títol genèric de Constel·lacions. Va realitzar-les en format de 38x46 cm, amb un suport de paper que l'artista humitejava amb benzina i el fregava fins a aconseguir una superfície amb una textura rugosa. A partir d'aquí afegia el color, mantenint una determinada transparència per obtenir l'aspecte final desitjat. Sobre aquest color del fons, Miró dibuixava amb uns colors molt purs per aconseguir el contrast. A les Constel·lacions, la iconografia vol representar tot l'ordre del cosmos: les estrelles fan referència al món celestial, els personatges simbolitzen la terra i els ocells són la unió de tots dos. Aquestes pintures integren perfectament figures amb el fons. En el tractament dels colors aconsegueix un efecte d'una màxima agressivitat, ja que són tons àcids i violents. Va aconseguir treure les obres del país i exposar les Constel·lacions als Estats Units fent servir una valisa diplomàtica d'un amic de l'Ambaixada del Brasil, João Cabral de Melo Neto.

### Postguerra i franquisme
A la primavera de 1941, a causa de la Segona Guerra Mundial va decidir tornar amb la seva família a Catalunya, on van establir-se a Quintanes de Voltregà, a una finca del seu cunyat, qui els va recomanar que anessin a Mallorca per estar més tranquils.
La família Miró es va instal·lar al carrer Minyones número 11 de Palma, a casa dels Juncosa. Miró coneixia l'illa pels seus avis materns i la seva mare. Segons Miró, allà tan sols era «el marit de la Pilar»:
| «           | A Perpinyà vaig tenir la sort de trobar un cònsol espanyol antifranquista, que immediatament em feu el passaport. En arribar a Figueres tremolava de por quan la policia comprovava si el meu nom era a la llista dels fitxats. Joan Prats em va anar a buscar a Girona i em recomanà que m'amagués a Palma, car temia que a Barcelona em detinguessin. A Mallorca tot va anar perfecte: passava desapercebut ja que només era 'el marit de la Pilar' i a més la gent ja estava tipa de la dictadura que patia des del 1936 i per això l'ambient era ben agradable. | » |
| — Joan Miró | |   |

El 1942 va decidir instal·lar-se de nou a Barcelona, per poder cuidar la seva mare que estava molt delicada. En aquella època Miró va fer-se íntim del fotògraf Joaquim Gomis i va fer-se amic del ballarí Vicente Escudero.

### Consagració internacional
El mateix any es va inaugurar al MoMA de Nova York una important retrospectiva de la seva obra, que va suposar la seva consagració mundial, sent una de les primeres mostres importants d'art europeu als Estats Units que tenien lloc des de l'inici de la Segona Guerra Mundial.
És en aquesta època que Miró comença a treballar amb nous materials com la ceràmica, gràcies a la col·laboració amb Josep Llorens Artigas. La seva mare moriria poc després, el 27 de maig de 1944. El 1947 va anar als Estats Units, on acceptà un encàrrec per pintar un gran mural al Terrace Plaza Hotel de Cincinnati. Allà va entrar en contacte amb els primers expressionistes abstractes americans, com Jackson Pollock i Arshile Gorky.
El 1948 Miró torna a la capital francesa on fa una exposició individual a la galeria d'un jove Aimé Maeght, que va tenir lloc gràcies a Tristan Tzara. Arran d'aquest viatge Maeght es va convertir en el marxant de Miró i s'inicià un període on deixà una mica de banda la pintura per concentrar-se en l'escultura, el gravat i la ceràmica.. Més endavant, el 1949, els membres del nou grup Dau al Set van organitzar una exposició sobre l'obra Mironiana existent a les col·leccions barcelonines, per retre-li un petit homenatge local. Aquesta exposició va tenir lloc a les Galeries Laietanes. Tot i això, Miró va evitar participar activament a cap exposició oficial espanyola, com a senyal de protesta contra el franquisme.
En aquella època Miró es va vendre la finca del passatge del Crèdit i es va instal·lar temporalment al carrer de Folgueroles. Amb els diners de la venda es van comprar una casa als afores de Palma, Son Abrines, i Sert li va construir un taller. En aquella època va mantenir una important activitat com a muralista ceràmic, amb encàrrecs com els Murals del Sol i de la Lluna per a la seu de la Unesco a París (1957-1958), entre altres i va guanyar el Premi Guggenheim (1958), fet que li va permetre adquirí també la finca de Son Boter, ubicada al costat de Son Abrines i que havia sigut el seu desig inicial.
A partir de l'any 1960, Miró va entrar en una nova etapa on reflecteix la facilitat en la forma de traçar els grafismes, que realitza amb una gran simplicitat. Els traços gruixuts són realitzats amb el color negre, i a les seves teles es veuen regalims de pintura i esquitxades, al·ludint de manera repetitiva els seus temes: la terra, el cel, els ocells i la dona, habitualment amb colors primaris.
Malgrat els reconeixements, Miró no deixava de treballar. Durant els seixanta va executar diverses teles monocromes que recorden algunes de les obres dels anys vint, però ara d'enormes dimensions, com Blau I, II i III, de 1961. També va accentuar la presència del negre, en una mena de combat tens amb el color, com a Missatges d'amic (1964).
L'afalac públic no li va minvar el seu esperit combatiu: El 1968 Barcelona va reconciliar-se oficialment amb Miró organitzant una gran retrospectiva a l'Hospital de la Santa Creu de Barcelona per celebrar el 75è aniversari de l'artista, en col·laboració amb la Fondation Maeght. Miró no va assistir a la inauguració per no coincidir amb el ministre Manuel Fraga. L'exposició va tenir lloc entre novembre de 1968 i gener de 1969 i seria l'origen de les donacions que posteriorment Miró faria a la ciutat de Barcelona. El 1969 a Barcelona es va presentar Miró l'altre al Col·legi d'Arquitectes, on l'artista va pintar els vidres de l'edifici i tot seguit va destruir la seva pròpia obra amb dissolvent. Va ser una de les primeres afirmacions de la natura efímera en les pràctiques artístiques del país, a més d'una crítica implícita a la ignorància del règim, i així va ser aplaudida pels artistes que començaven a forjar els nous comportaments de la generació conceptual.
Al pas dels anys seixanta als setanta, Miró continua qüestionant-se la pintura com a llenguatge vàlid per representar la realitat i avança en la seva recerca sobre el caràcter objectual de la pintura. Ara l'escomet retallant i apunyalant les teles fins a revelar el suport material subjacent, i convidant l'espectador a mirar a través –i més enllà– de la superfície de la pintura. Aquestes teles lacerades, cremades, etc. es complementen amb pintures-objecte que funcionen en la mateixa línia que les que Miró anomena antipintures.
El 1970 la seva filla Dolors va patir un greu accident automobilístic. Arran de l'atenció que va rebre Miró va obsequiar a la Creu Roja de Tarragona amb el Tapís de Tarragona. Aquesta experiència va obrir una nova etapa on va crear els sobreteixims, una espècie de tapissos amb volum, en col·laboració amb Josep Royo. Entre els anys 1970 i 1980 van realitzar 7 tapissos de gran format i 32 de petit format. Un altre fet que va cridar molt l'atenció fou quan va cremar algunes de les seves pròpies obres en resposta «A tots aquells que només veuen un valor ascendent en diners i per als qui no pensen més que en les accions i en els bitllets, doncs, apa! Socarrimo i cremo tot el que per a ells no és més que milions, que se'n vagin al diable»

### Darrers anys

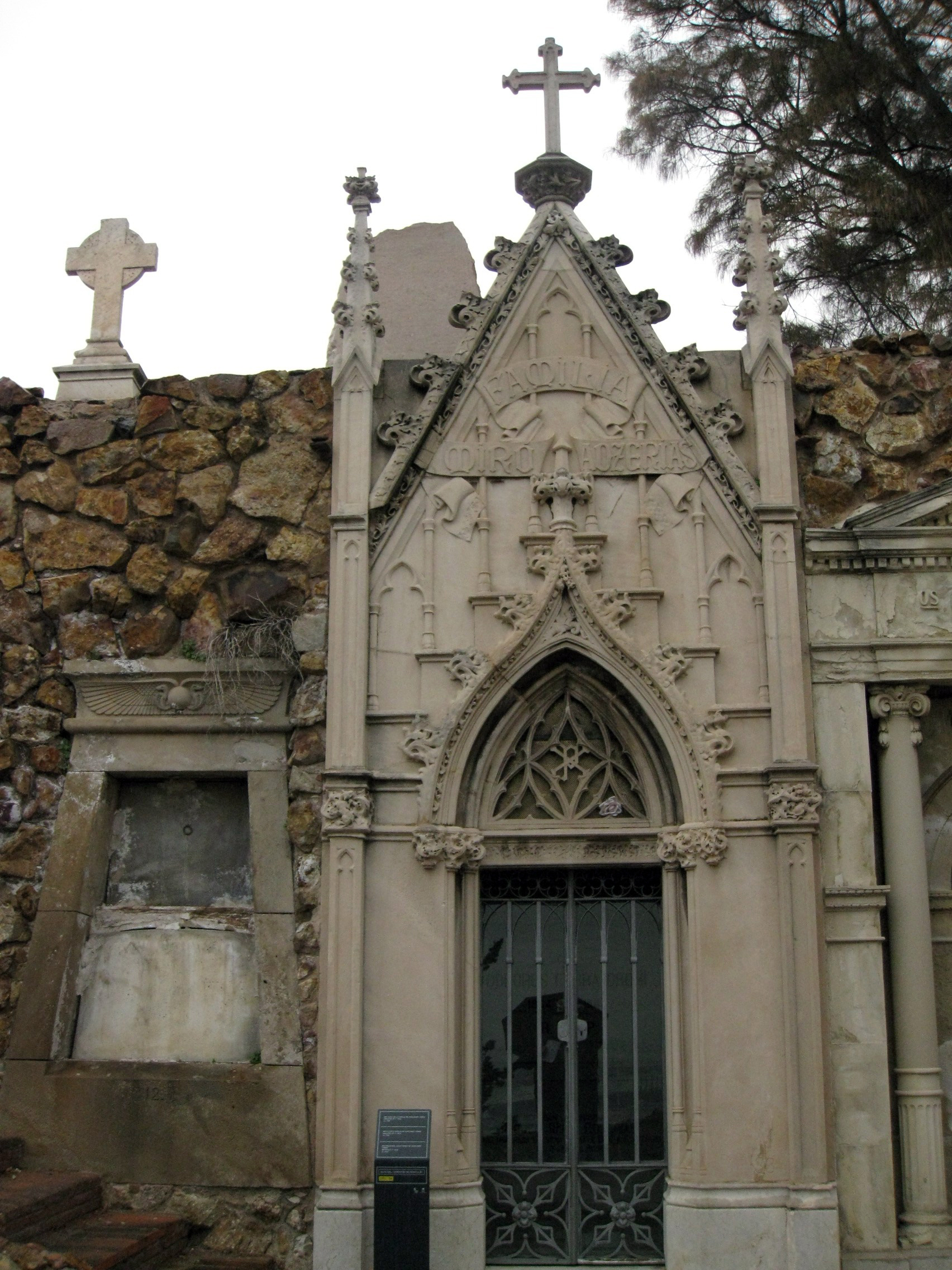
Panteó del Cementiri de Montjuïc on és enterrat Joan Miró

Joan Prats, gran amic de Miró i promotor de l'art d'avantguarda a Catalunya, juntament amb Maria Lluïsa Borràs que exercia en aquella època de secretària del pintor, van incitar-lo a crear un espai pioner a l'hora d'apropar l'art contemporani al gran públic i donar suport a l'art jove a Barcelona. Seria la Fundació Joan Miró, per a la concepció de la qual es van inspirar en institucions europees com l'Institute of Contemporary Arts (ICA) de Londres, que coneixien bé gràcies a la seva amistat amb Roland Penrose, un dels fundadors. Aquest espai funcionava com un centre d'art d'espectre ampli des de la seva fundació, impulsada el 1948 per la societat civil i membres del sector cultural britànic. Miró va projectar junt amb Prats i Borràs la Fundació com un centre d'art contemporani, no pas un museu. Aquest fet és fonamental per entendre com la Fundació es va convertir des del primer moment en un focus generador de cultura contemporània dins de la seva plataforma local com a Centre d'Estudis d'Art Contemporani, una entitat sense ànim de lucre en la qual el magisteri de la figura de Joan Miró havia de donar raó de ser a una experimentació cultural sense precedents. L'edifici va obrir les portes al públic el 10 de juny del 1975.
Va donar una de les seves col·leccions a l'ajuntament de Tossa de Mar, l'any 1976.
El 1978 va col·laborar amb l'obra de teatre Mori el Merma (1978), un innovador espectacle teatral inspirat en l'Ubu roi d'Alfred Jarry. El 1981 va impulsar la Fundació Pilar i Joan Miró a Palma amb l'objectiu de dotar la ciutat d'un centre cultural i artístic. El 1983 l'escultura Dona i ocell s'inaugurava a la seva ciutat natal. Al cap de pocs mesos, el 25 de desembre de 1983, el pintor moria a Palma a l'edat de noranta anys. El dia 27 es va celebrar un funeral a l'Església de Sant Nicolau, a Palma, el mateix lloc on s'havia casat anys enrere. El dia 29 de desembre va ser enterrat a Barcelona, al Cementiri de Montjuïc, no gaire lluny de la Fundació que duu el seu nom.

## Obra
Segons Rosa Maria Malet, directora de la Fundació Joan Miró, la seva obra oscil·la entre el compromís apassionat i l'aïllament contemplatiu. Miró es va debatre entre compromís i l'evasió. La identitat catalana recorre tota la seva obra, enllaçada d'alguna manera amb la transgressió cultural que va suposar el surrealisme. Si bé les seves primeres obres potser analitzen més el concepte d'identitat, la seva producció a partir dels anys 30 està marcada per la paraula llibertat.
El sentit profund de l'obra de Joan Miró neix d'un desig d'atènyer allò propi de l'ésser humà. Aquest desig implica, per a Miró, una afirmació de la identitat, que sorgeix del contacte íntim amb la terra, amb Mont-roig, lloc primigeni d'on brolla la creació. Paradoxalment, aquest anhel només és possible des de la transgressió i revisió constant de la pròpia creació, que troba, en la dialèctica de les avantguardes parisenques i en un segle marcat per cruels conflictes, el context per a materialitzar-se. La voluntat de l'artista adquireix, aleshores, una dimensió que depassa l'àmbit individual per esdevenir universal. Miró aspira a un art col·lectiu, anònim, fet que explica el caràcter multidisciplinari de la seva obra i la implicació de col·laboradors per a portar-la a terme.

### Elements destacats
- Pagès: Diverses de les seves obres tenen a veure amb la pagesia. Miró va créixer en un entorn urbà però des de la seva adolescència passaria pràcticament tots els estius al Mas Miró de Mont-Roig del Camp. El pagès representa una mena d'ànima primitiva, d'una Catalunya atemporal. Per extensió, el camperol representa la terra, la robustesa del territori.[104] Apareix especialment en les seves obres dels anys 10, 20 i 30 però és present al llarg de tota la seva carrera. L'ús de la barretina a les seves obres sovint és relacionat amb la llibertat
- Català universal:Per Miró ser català era ser modern, europeu i obert.[105] Tot i no posicionar-se mai a favor de cap partit, Miró tenia simpaties per l'esquerra catalanista. Miró defensava que una nació es defineix per la seva gent, la seva llengua i les seves tradicions culturals i no per les elits polítiques, per les quals sentia poca o gens de simpatia.[106]
- Rutina: Miró fou un pintor especialment amant de l'ordre i la rutina. Seguia una manera de fer molt metòdica, pintant al matí, fent exercici físic i rebent visites al migdia i pintant de nou a la tarda fins ben entrat el vespre. En una carta a Pierre Loeb el 1945 Miró diu "Durant aquests anys tràgics no he deixat de pintar ni un sol dia, i gràcies a això he pogut conservar l'equilibri, he pogut mantenir els peus a terra; si no m'hauria enfonsat i hauria estat una catàstrofe".[107]
- Activisme: Miró tenia la concepció de l'artista com una persona amb una especial responsabilitat cívica. Durant el seu discurs d'investidura com a doctor honoris causa a la UB va dir: Entenc que un artista és algú que, entre el silenci dels altres, fa servir la seva veu per dir alguna cosa, i que té l'obligació que aquesta cosa no sigui quelcom d'inútil sinó quelcom que faci servei als homes. Que el fet de poder dir alguna cosa, quan la major part de la gent no té opció per a expressar-se, l'obliga que aquesta veu sigui en certa manera profètica. Que sigui, en certa manera, la veu de la seva comunitat... Que quan un artista parli en un entorn on la llibertat és difícil, converteixi cada una de les seves obres en una negació de les negacions, en un deslligament de totes les opressions, tots els prejudicis i totes les falses valors establertes.[108]
- Terra: «És la terra, la terra: és més forta que jo. Les muntanyes fantàstiques tenen un paper molt important en la meva vida, i el cel també. […] és el xoc d'aquestes formes en el meu esperit, més que no pas la visió en si. A Mont-roig és la força qui em nodreix, la força.»[109]
- Ocell:
- Dona:
- Estel: Els estels simbolitzen, com les escales en algunes obres, el seu desig d'evasió.

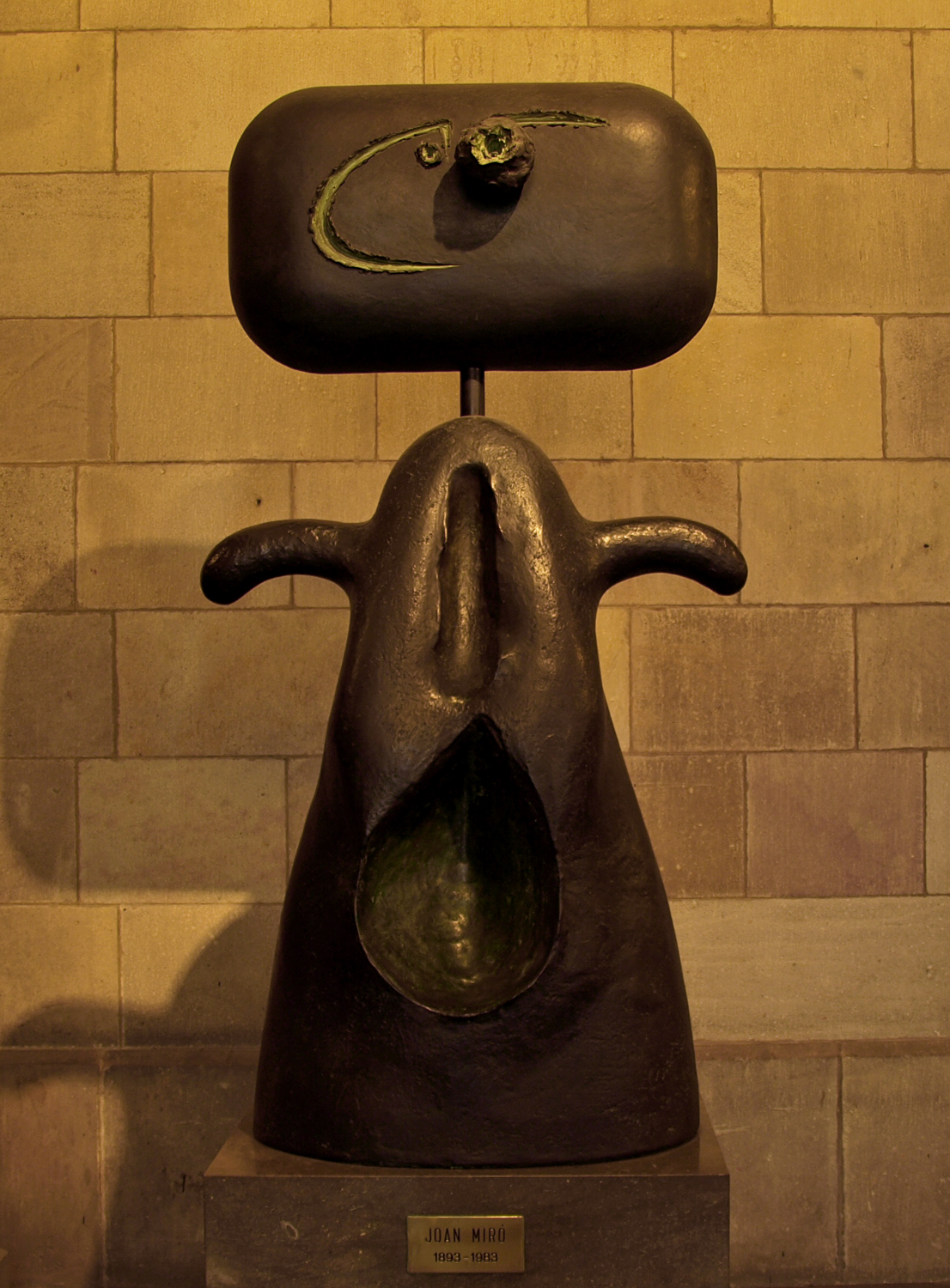
Femme (1981), escultura de Joan Miró a la Casa de la Ciutat de Barcelona.

- Colors: El blau, el vermell

| «           | Una tela, un mural, un paper idoni, un cartell de Joan Miró colpeixen sense nafrar. | » |
| — J.V. Foix |                                                                                     |   |

### Pintura
En un entorn artístic dominat pel noucentisme, les primeres pintures de Miró palesen un estil eclèctic, que concilia facetes cubistes amb colors fauvistes i la solidesa de Cézanne amb línies de força pròpies del futurisme. Els seus coneixements provenen d'artistes exiliats a Barcelona, exposicions i revistes d'avantguarda catalanes i franceses. La voluntat, àmpliament compartida per les avantguardes, de depassar les convencions formals i representatives de la poesia i la pintura constitueix un desafiament per a Miró. Al començament dels anys vint Picasso i el cubisme són els seus referents. De seguida, però, se sent atret per l'entusiasme de les discussions literàries que es produeixen en el si del grup de la rue Blomet a París, on té el seu estudi al costat del d'André Masson. Aquesta etapa marca un punt d'inflexió que reafirmarà la connexió de l'artista amb el surrealisme. L'aspiració de fusionar pintura i poesia té la seva màxima expressió en un conjunt de teles monocromes, de camps oberts, que s'oposen al mimetisme de la representació. Els recels de Breton i els surrealistes davant la pràctica de la pintura motiven un gest encara més virulent en Miró, que es fa el propòsit d'assassinar-la des de dins, forçant-la a conviure amb elements aliens com el collage. Aquesta revolta l'havia de conduir cap a una pintura «pura», que pogués donar resposta l'esperit del moment. L'assassinat de la pintura també implica, en Miró, una superació de la concepció individualista de l'art: «Cap escola, cap artista m’interessa, cap ni un. Només allò anònim, allò que surt de l'esforç inconscient de la massa». Aquest sentiment, que anhela un art col·lectiu i públic, és reiterat per Miró al llarg de la seva trajectòria. No renuncia a la «pintura de cavallet», a la qual reconeix un vessant poètic, però no per això deixa de qüestionar-la. Vol «arribar a les masses humanes» interrogant altres mitjans d'expressió, alguns dels quals ja coneixia, com el ballet, el gravat o la litografia; d'altres, com l'escultura o la ceràmica (en col·laboració amb Josep Llorens Artigas), els emprendrà a Mont-roig, després d'un exili forçat per la guerra civil. Simultàniament, s'interessa per la pintura mural, per la integració de les arts en l'arquitectura i per qualsevol manifestació artística que reflecteixi el caràcter anònim que l'artista associa als grans mestres de l'antiguitat. A Palma, on s'instal·la el 1956, hi trobarà un nou refugi. Per fi disposarà d'un taller espaiós, dissenyat per Josep Lluís Sert, i de la intimitat de Son Boter.
- 1917 — Nord-Sud, oli damunt tela, Galeria Maeght, París.
- 1921- 1922 — La masia, oli damunt tela, National Gallery of Art, Washington.
- 1921 — Retrat de ballarina espanyola,oli damunt tela, Musée Picasso, París.
- 1923 — Terra llaurada, oli damunt tela, Solomon R. Guggenheim Museum, Nova York.
- 1924-1925 — El Carnaval d'Arlequí, oli damunt tela, Buffalo AKG Art Museum, Buffalo.
- 1928 — Interiors holandesos, olis damunt tela, Peggy Guggenheim Collection, Metropolitan Museum of Art i Museu d'Art Modern de Nova York.
- 1928 — Femme nue couchée, guaix sobre paper, Moderna Museet, Estocolm.
- 1934 — Cargol, dona, flor i estrella, Museu Reina Sofia, Madrid.
- 1937 — Natura morta del sabatot, Museu d'Art Modern, Nova York.[68]
- 1937 — El segador (pagès català en revolta), Pavelló de la República, París.
- 1938 — Una estrella acaricia el pit d'una negra, oli damunt tela, Tate Gallery, Londres.
- 1940-1941 — Constel·lacions, sèrie de 23 guaixos.
- 1961 — Blau I, Blau II i Blau III, oli damunt tela, Centre Georges Pompidou, París.
- 1968 — Personatge davant del sol, acrílic damunt tela, Fundació Joan Miró, Barcelona.
- 1972 — Dona i ocells a l'alba
- 1974 — L'esperança del condemnat a mort, Fundació Joan Miró, Barcelona.

### Collage
Cap als anys trenta, Miró situa el collage com la base per a un model transformador de la pintura a partir de dibuixos-collage i collages-pintura. Aquesta tècnica li ofereix un nou procés per a la generació d'imatges a partir dels fragments de paper. El resultat és un llenguatge enigmàtic, que recorda les marques primitives de la pintura rupestre o els dibuixos dels nens i que, a vegades, va ser mal interpretat com a abstracte, una filiació que l'artista va rebutjar sempre. Miró explicava aquest procés el 1948 en una entrevista a James Johnson Sweeney: «Solia retallar diaris en formes no regulars i enganxar- les sobre làmines de paper, dia rere dia vaig acumular aquestes formes. Un cop fets, els collages em servien com a punt de partida de les pintures. No copiava els collages. Senzillament deixava que em suggerissin formes». En la dècada dels quaranta, Miró continuarà utilitzant cada vegada amb més freqüència materials inusuals i suports no associats a les tècniques habituals de les belles arts: conglomerat de fusta, fragments de metall, fibrociment... L'artista infringeix així els enfocaments convencionals de la pintura mitjançant la incorporació de materials no pictòrics o la selecció de formats inusuals, negant la funció tradicional de l'art com a il·lusió i, alhora, afirmant-ne la condició material com a objecte. Aquestes investigacions el conduiran, posteriorment, al món de la ceràmica i de l'escultura.

### Ceràmica
El 1917 Joan Miró i Josep Llorens i Artigas es van fer amics al Cercle Artístic de Sant Lluc, fins al punt que fou Artigas qui va acollir a Miró durant el seu primer viatge a París el 1920. Després d'uns anys sense contacte per motius professionals, Artigas va fer una exposició el 1942 a Barcelona que va despertar l'interès de Miró per la ceràmica. Va començar llavors una nova etapa mironiana on realitzaria diverses obres ceràmiques amb Llorens Artigas i més endavant, des del 1955, també amb Joan Gardy Artigas.
El 1944 va començar doncs a col·laborar amb el seu amic de l'adolescència en la producció de ceràmiques, investigant en la composició de les pastes, terres, esmalts i colors al taller de «Pepito» Artigas. La forma de les ceràmiques populars va representar per a ell una font d'inspiració. En aquestes primeres ceràmiques hi ha poca diferència amb les pintures i litografies de la mateixa època. Miró es limita a decorar les obres fetes per Artigas. Dupin considera aquest període de 1944-1946 com a producció d'assaig. Amb Artigas desenvoluparà entre 1953 i 1956 una col·laboració tan intensa que gairebé el fa abandonar del tot la pintura per dedicar-se de ple a aquesta activitat. La ceràmica representa per a ell una tornada a l'essència, amb materials primaris i una tècnica que li resulta completament nova. És en aquesta època on Artigas marxa del taller ubicat al carrer Juli Verne de Barcelona i s'estableix a Gallifa, en una casa del segle xviii. A Miró li recorda la seva infantesa a Montroig del Camp. En aquesta època fan creacions com els antiplats o formes inventades o trobades. Miró coincidia amb els posicionaments del GATCPAC, que volien arribar a una millor integració de les arts.
L'any 1947 va residir durant vuit mesos a Nova York, on va realitzar un mural en pintura, de 3x10 metres, destinat al restaurant del Terrace Plaza Hotel, alhora que va fer unes il·lustracions per al llibre L'antitête de Tristan Tzara. Més tard, ja a Catalunya, va passar temporades a la masia-taller que posseïen els Artigas a Gallifa on, ajudat també pel fill de Llorens i Artigas, Joan Gardy Artigas, van fer tota mena de proves, tant en les coccions com als esmalts. Finalment, el resultat foren 232 obres que van ser exposades el juny de 1956 a la Galeria Maeght de París i després a la Galeria Pierre Matisse de Nova York.

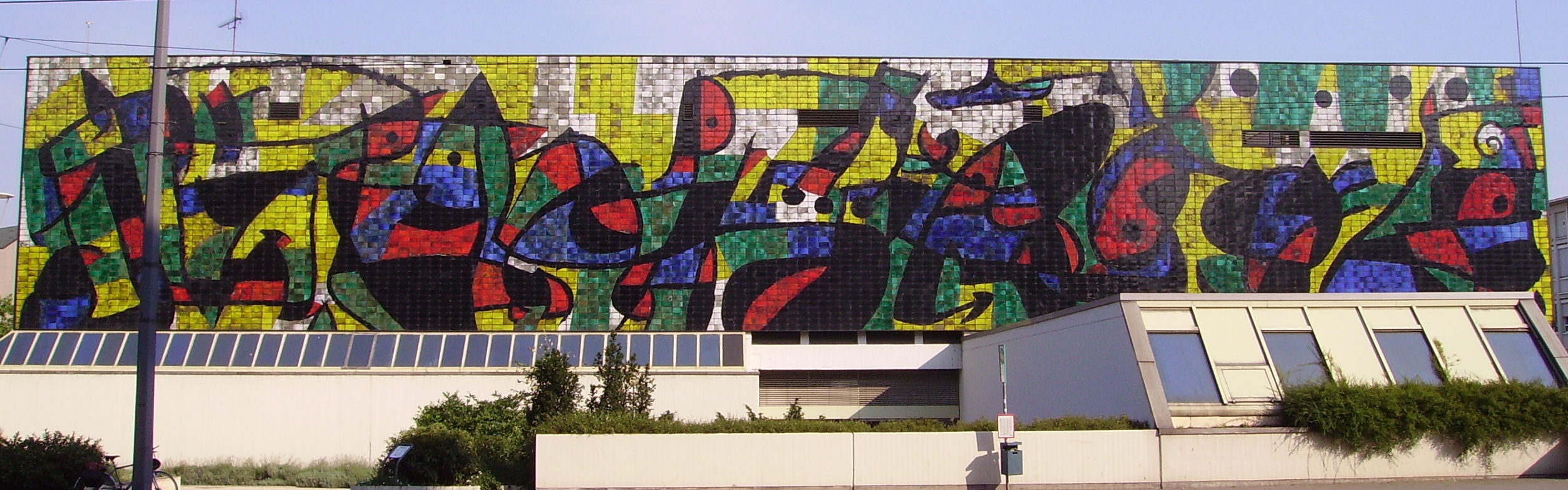
Mural ceràmic al Wilhelm-Hack-Museum de Ludwigshafen (1971)

El mateix 1956 Miró es va traslladar a viure a Mallorca, on va disposar d'un nou taller de 4.000 metres quadrats de terreny projectat pel seu amic l'arquitecte Josep Lluís Sert. Va ser aleshores quan va rebre l'encàrrec de realitzar dos murals ceràmics per a la seu de la UNESCO, a París, de 3×15 metres i 3×7,5 metres, que van ser inaugurats el 1958. Encara que havia treballat en grans formats, mai no ho havia fet en ceràmica. Al costat del ceramista Josep Llorens Artigas, va aconseguir trobar la viabilitat tècnica per coure la ceràmica d'una manera que permetís obtenir un fons amb textures semblants a les pintures d'aquesta època. Es va decidir que la composició fos sobre els temes del «Sol» i la «Lluna», que, en paraules de Miró:
| « | ... la idea d'un gran disc vermell intens s'imposa per al mur més gran. La seva rèplica al mur petit seria un quart creixent blau, dictat per l'espai més reduït, més íntim, per al qual estava previst. Aquestes dues formes que volia molt acolorides feien falta reforçar-les per un treball en relleu. Uns certs elements de la construcció, com ara la forma de les finestres, m'han inspirat les composicions en escates i les formes dels personatges. He cercat una expressió brutal al gran mur, una suggestió poètica al petit. | » |

Aquests murals de la UNESCO van ser el prototip per a tots els següents. El 1960, realitzà un altre al Harvard Graduate Center per substituir la pintura que ell mateix havia fet deu anys abans. El 1964 va realitzar el de la HandelsHochschule de Sankt Gallen, a Suïssa. El 1968, al Solomon R. Guggenheim Museum i a la Fundació Maeght a Saint-Paul-de-Vence. El 1970, n'acabà un per a l'Aeroport de Barcelona i un altre per a l'exposició internacional d'Osaka. El 1972 va fer el de la Kunsthaus Zürich i un altre per a la Cinémathèque Française que mai va arribar a col·locar-se i que va ser adquirit el 1977 per la Diputació Foral d'Àlaba; en l'actualitat està instal·lat a l'interior del Centre-Museu Basc d'Art Contemporani de Vitòria-Gasteiz (ARTIUM). El 1976 fa el d'IBM a Barcelona i el mural del Wilhelm-Hack-Museum de Ludwigshafen i el 1978 el del nou Palau de Congressos de Madrid.
També l'any 1982, i en col·laboració amb Joan Gardy Artigas, va realitzar una escultura de formigó i recoberta de ceràmica destinada a Barcelona, Dona i Ocell. Va ser inaugurada el 1983 sense la presència de Miró a causa del seu delicat estat de salut. Situada al parc Joan Miró de Barcelona, al peu d'un gran estany artificial, l'escultura de 22 metres d'altura representa una forma femenina amb barret i, sobre aquest, la imatge d'un ocell. La silueta de dona se soluciona amb una forma de fulla allargada i buidada. Tot el seu exterior es troba recobert amb ceràmica de colors vermells, grocs, verds i blaus, tractats com a trencadís.

### Escultura
Categoria principal: escultures de Joan Miró

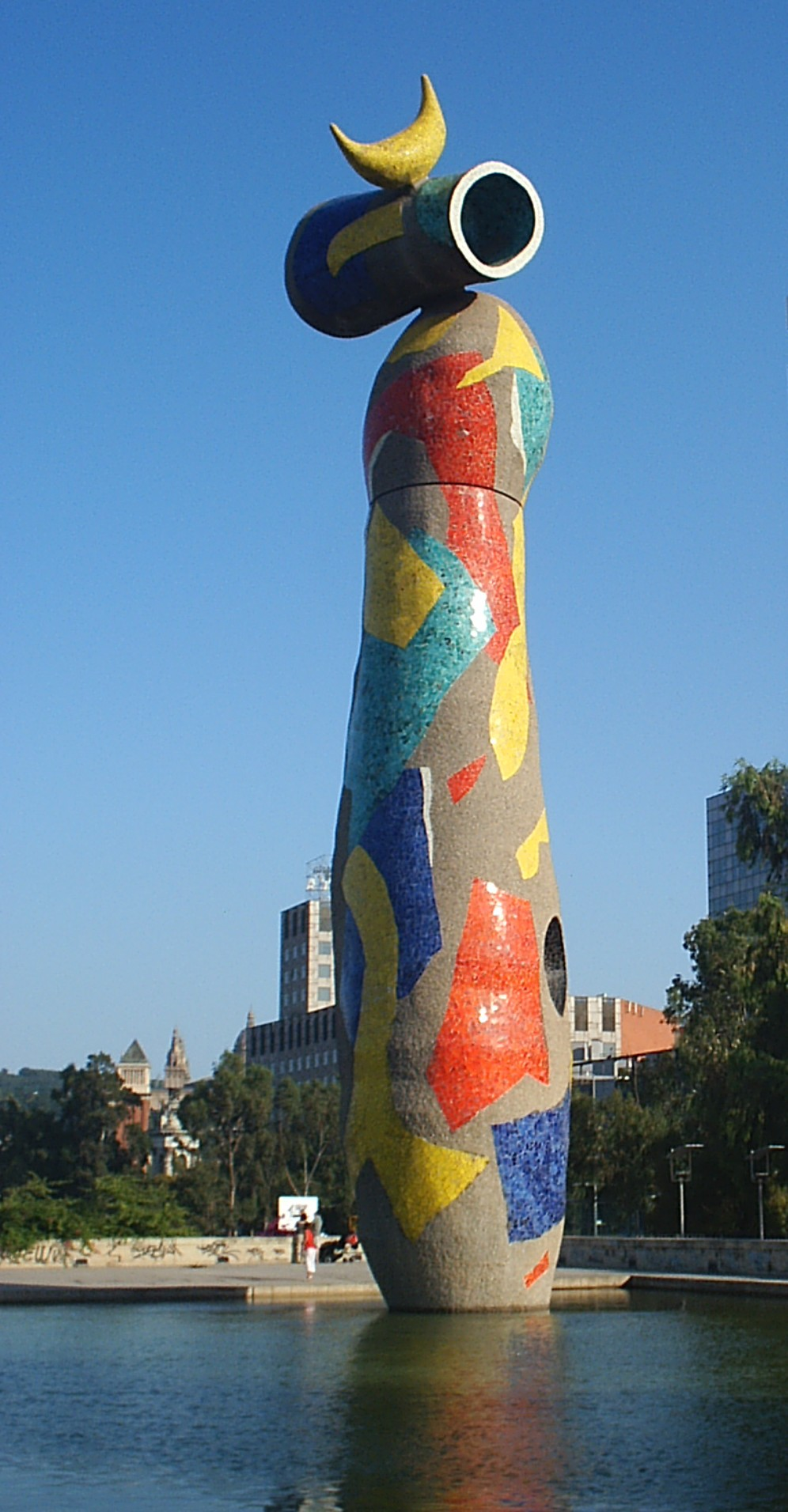
«Dona i Ocell» (1983) a Barcelona, Miró en col·laboració amb Joan Gardy Artigas

El 1946 va treballar en unes escultures per a fosa en bronze que en alguns casos van ser recobertes anys més tard amb pintura de colors vius. En l'àmbit de l'escultura Miró va intentar cercar volums, espais i incorporar objectes quotidians o simplement trobats, com pedres, arrels, coberts, tricornis o claus d'aigua, que va fondre a la cera perduda. El sentit dels objectes identificables es perd en unir-se amb altres objectes mitjançant la fosa. Des del començament de la dècada dels seixanta, Miró situa cada cop més l'objecte com un component central del seu llenguatge poètic a través, sobretot, del seu treball amb l'escultura de bronze. Els objectes funcionen, concretament, com metàfores visuals en aquesta nova poètica de l'artista. Aquest pot considerar-se el període de major compromís de Miró amb l'escultura. Alhora, el seu interès per l'objecte desemboca en un canvi profund en l'aproximació a la pintura i al collage. Amb tot, l'artista revisa el discurs de l'assassinat de la pintura, tan central en l'obra de la dècada de 1930. Gradualment, els esforços de Miró es diversifiquen també cap a àrees més enllà de la pintura, en intervencions en l'esfera pública, accions, escultura monumental i pública, etc. Les escultures de Miró es poden entendre com collages tridimensionals. De la mateixa manera que les pintures, les escultures no es conceben en termes convencionals.
Així, el 1967, va realitzar El rellotge del vent, obra que va crear a partir d'una capsa de cartó i una cullera, foses en bronze i acoblades, conjunt que constitueix un objecte escultòric que només mesura la intensitat del vent.
Amb la col·laboració de Josep Llorens i Artigas va construir La deessa de la mar, una gran escultura de ceràmica que posteriorment van submergir dins del mar a Juan-les-Pins. Des de 1965 va produir una gran quantitat d'escultures per a la Fundació Maeght, a Sant Pau de Vença; entre elles destaquen Ocell lunar, Ocell solar i Dona amb el cabell revolt. Entre 1971 i 1972 va realitzar unes exposicions d'escultures al Walker Art Center de Minneapolis, al Cleveland Art Museum i a l'Institut d'Art de Chicago. El 1975 es va presentar una escultura per a la zona de gratacels de Chicago que representava una enorme dona de color groc amb una gran vagina negra, on membres de l'Església de Jesucrist dels Sants dels Darrers Dies van abocar diversos pots de pintura en senyal de protesta.
L'abril de 1981 es va inaugurar a Chicago una escultura monumental de 12 metres d'altura, coneguda com a Miss Chicago, i el 6 de novembre dues escultures més van ser col·locades a la via pública de Palma. El 1982, es va inaugurar a Houston l'escultura Personatge i ocell.
Obres destacades
- 1930-1931 — Personatge amb paraigua, escultura de fusta, paraigua i fulles seques. Fundació Joan Miró (Rèplica, 1973)
- 1946-1949 — Ocell lunar, en bronze (diverses còpies)
- 1946-1949 — Ocell solar, en bronze (diverses còpies)
- 1967 — Rellotge de vent, escultura en bronze.
- 1967 — La carícia d'un ocell, bronze pintat. Fundació Joan Miró
- 1973 — Dona ampolla, escultura en bronze. Parc Cultural Viera i Clavijo de Santa Cruz de Tenerife.
- 1974 —  Gos, bronze. Fundació Joan Miró de Barcelona.
- 1978 — Conjunt monumental per a La Défense, a París.
- 1981 — Miss Chicago, escultura pública. Chicago.
- 1981 — Femme, escultura en bronze. Casa de la Ciutat de Barcelona.
- 1983 — Dona i Ocell, escultura de ciment recoberta de ceràmica. Parc Joan Miró.

### Escenografia
El primer contacte de Miró amb el món del teatre va ser l'any 1926, pintant amb Max Ernst els decorats del ballet Romeu i Julieta amb coreografia de Bronislava Nijinska pels Ballets Russos. El 1932 va realitzar l'escenografia (decorat, teló i vestuari) del ballet Jeux d'enfants. També va col·laborar amb coreògrafs espanyols i catalans, com Vicente Escudero i Joan Magriñà, per a qui per exemple va dissenyar el vestuari del seu espectacle Arlequí. El 1978 va col·laborar amb el grup de teatre independent La Claca dibuixant els decorats, màscares i grans putxinel·lis o ninots de l'obra Morí el Merma, que van crear junts inspirats en Ubú rei, d'Alfred Jarry.
La seva col·laboració amb el teatre independent inclou la realització del cartell Per a un teatre a Catalunya, el 1973, amb les quatre barres de la senyera i un text manuscrit. Miró admirava el circ, el teatre i la cultura popular, i va ser justament a partir de les arts escèniques, concretament de la seva participació a Morí el Merma de La Claca, quan va passar de no tenir gran acceptació, i més aviat rebre burles i crítiques, a ser reconsiderat, rescatat i valorat massivament pels seus conciutadans.

### Obra gràfica
Els primers gravats de Miró són de 1933. Sempre hi va estar interessat en els gravats. El 1947, durant el seu viatge a Nova York, va treballar durant un temps a l'Atelier 17 dirigit per Stanley William Hayter, a través del qual va augmentar tots els seus coneixements sobre la calcografia. Durant aquests mesos a Nova York, va realitzar les planxes per a Le Désésperanto, un dels tres volums de què consta l'obra L'antitête de Tristan Tzara. Un any més tard, va col·laborar novament amb aquest autor en un nou llibre, Parler seul, fent 72 litografies a color.
A partir d'aquests treballs, va col·laborar en diverses publicacions de llibres de bibliòfil en les quals també participaven amics poetes. Breton ho feu a Anthologie de l'humour noir (1950) i La clé des champs (1953); René Cher, a Fête des arbres et du chasseur (1948) i A la santé du serpent (1954); Michel Leiris a Bagatelles végétales (1956); i Paul Éluard, A toute épreuve amb vuitanta xilografies realitzades en fusta de boix comú. L'execució d'aquests treballs es va portar a terme entre els anys 1947 i 1958. Tanmateix cinc anys més tard, a casa nostra realitzà cinc aiguaforts d'un llibre de bibliòfil cabdal pel nombre de complicitats que va suscitar: es tracta de Cop de poma, en el qual col·laborà Joan Brossa amb la idea i els textos, Antoni Tàpies amb la coberta, Josep Maria Mestres Quadreny amb una partitura, Moisès Villèlia amb una escultura-fermall, Aimé Maeght amb la impressió de les imatges, Ricard Giralt Miracle amb la dels textos, Enric Climent amb la de la música, Joan Pol amb el relligat i Joan Prats amb l'edició.
El 1967 comença a treballar amb la tècnica del gravat al carbur de silici, inventada per Henri Goetz. Miró va combinar aquesta tècnica amb d'altres més tradicionals en una mateixa planxa de gravat, aconseguint un equilibri entre tensió creativa i execució espontània.
Entre el 9 de juny i el 27 de setembre de 1969 va fer una exposició individual, «Oeuvre gravé et lithographié», a la galeria Gérald Cramer de Ginebra, i aquest mateix any s'exposà una gran retrospectiva d'obra gràfica al Pasadena Art Museum de Pasadena (Califòrnia).

### Llibres il·lustrats
- 1930 — Tristan Tzara: L'Arbre des Voyageurs, amb quatre litografies.
- 1933 — Georges Hugnet: Enfances, amb tres gravats.
- 1948 — Henry Miller: La sonrisa al pie de la escalera.[134]
- 1951 — Tristan Tzara: Parler.
- 1954 — Joan Miró: Une Hirondelle, text i dibuixos de Miró.
- 1957 — René Crevel: Bague d'Aurore, amb cinc aiguaforts.
- 1958 — Paul Éluard: A toute épreuve, amb 80 xilografies.
- 1959 — René Char: Nous avons, amb cinc aiguaforts
- 1961 — Raymond Queneau: Album 19, amb 19 litografies.
- 1966 — Alfred Jarry: Ubu Roi, amb 13 litografies.
- 1967 — Yvan Goll: Bouquets de rêves pour Neila, amb 19 litografies.
- 1971 — Joan Miró: Ubu aux les baléares, i Le lezard aux plumes d'or, text i dibuixos.
- 1972 — Joan Brossa: Oda a Joan Miró, amb vuit litografies.
- 1975 — Jacques Prévert: Adonis, amb 63 gravats.
- 1978 — Joan Brossa: Els tres Joans, amb cobertes, contracobertes i una aiguada.

## Exposicions destacades

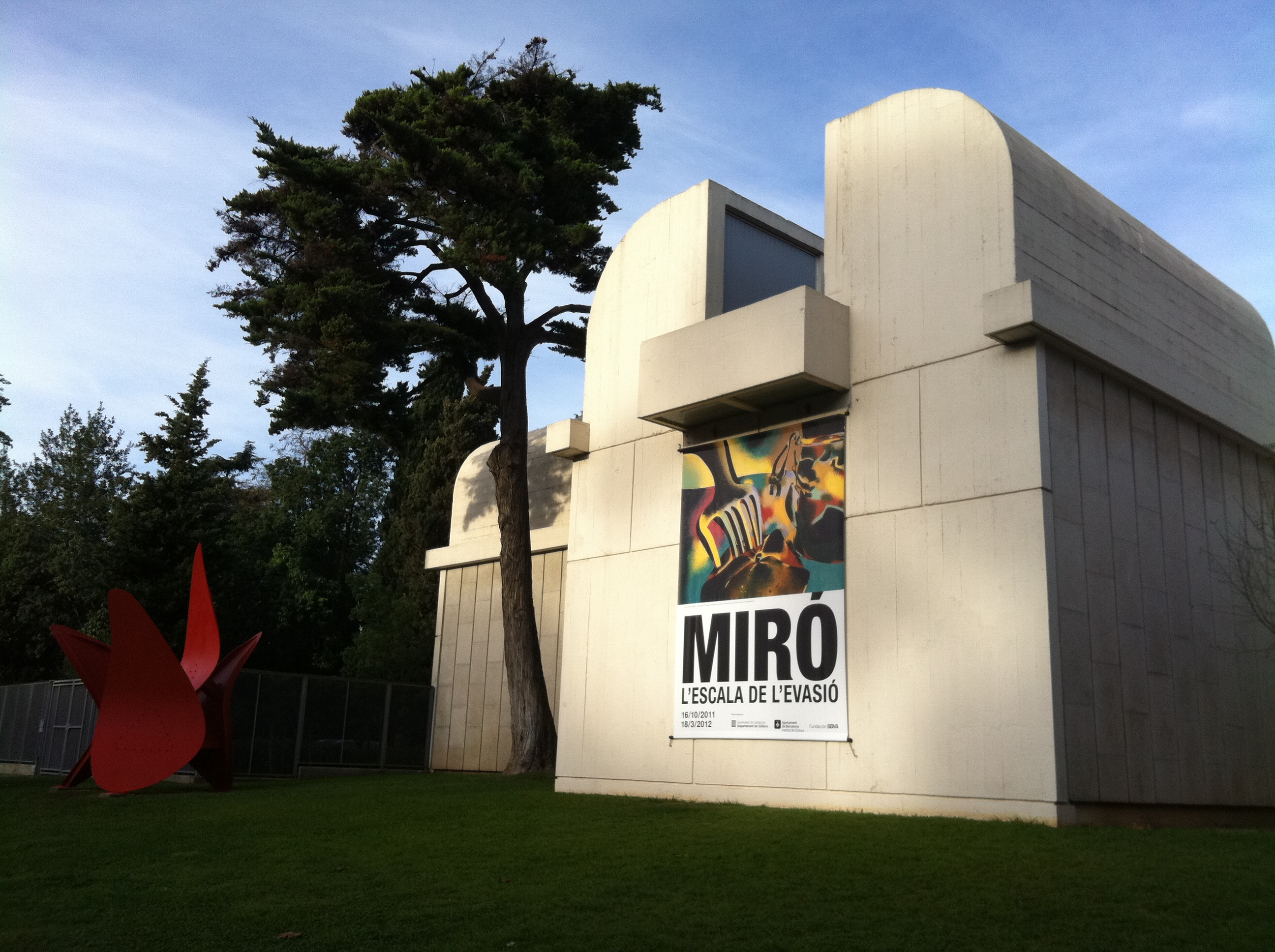
La Fundació Joan Miró amb el cartell de l'exposició Joan Miró. L'escala de l'evasió, el 2011

Des que el 1941, el MoMA de Nova York va organitzar una primera gran retrospectiva que li va suposar el reconeixement internacional, l'obra de Miró ha estat objecte de nombroses retrospectives: al Musée National d'Art Moderne de París (1962 i 1978), a la Tate Gallery de Londres (1964), al Grand Palais de París (1974), a la Tate Modern de Londres (2011) i a la Fundació Joan Miró de Barcelona (2011), entre moltes altres.
- 1918 — Joan Miró, primera exposició, Galeries Dalmau, Barcelona
- 1921 — Joan Miró, Galerie La Licorne, París[e]
- 1936 — International Surrealist Exhibition, New Burlington Galleries, Londres[f]
- 1938 — Exposition Internationale du Surréalisme, Galerie Beaux-Arts, París
- 1940 — Joan Miró. Early Paintings 1918 to 1927, Pierre Matisse Gallery, Nova York
- 1941/42 — Joan Miró, Museum of Modern Art, Nova York (retrospectiva)[53]
- 1948 — Miró mural, Museum of Modern Art, Nova York[53]
- 1948 — Picasso. Gris. Miró, San Francisco Museum of Modern Art, San Francisco
- 1954 — Biennal de Venècia, Venècia
- 1955 — documenta 1, Kassel
- 1959 — documenta II, Kassel
- 1959 — Joan Miró. Museum of Modern Art. Nova York[53]
- 1960 — Joan Miró. Lithographien, Galerie Schmela, Düsseldorf
- 1962 — Joan Miró, Musée National d'Art Moderne, París
- 1964 — documenta III, Kassel
- 1966 — Exposició a Tokyo i Kioto, Japó.
- 1968 — Hospital de la Santa Creu, Barcelona
- 1969 — Miró, l'altre, Barcelona
- 1970 — Miró Prints, Museum of Modern Art, Nova York.[53]
- 1972 — Miró – Magnetic Fields, Solomon R. Guggenheim Museum, New York
- 1974 — Joan Miró, Grand Palais, París
- 1974 — Picasso to Lichtenstein, Tate Gallery, Londres
- 1977 — documenta 6, Kassel
- 1983 — Joan Miró: A Ninetieth-Birthday Tribute, Museum of Modern Art, New York, & Joan Miró: anys 20. Mutació de la realitat, Fundació Joan Miró, Barcelona
- 1990 — Joan Miró Retrospective, Fondation Maeght, Sant Pau de Vença (retrospectiva)
- 1996/97 — Joan Miró – Zeichnungen und Skulpturen, 1945–1983, Werke aus der Fundació Miró, Barcelona, Deichtorhallen, Hamburg
- 2001 — Miró – Später Rebell, Kunstforum Wien, Wien
- 2004 — Joan Miró. La naissance du monde, Centre Georges Pompidou, París
- 2008 — Miró – La Terra, Palazzo dei Diamanti, Ferrara
- 2008/09 — Joan Miró: Painting and Anti-Painting 1927–1937, Museum of Modern Art, New York
- 2009 — Miró – Dupin. Art i poesia, Fundació Joan Miró, Barcelona
- 2010 — Joan Miró – Die Farbe seiner Träume, Kunstmuseum Pablo Picasso Münster, Münster
- 2010 — Miró. Die Farben der Poesie, Museum Frieder Burda, Baden-Baden
- 2011 — Joan Miró. L'escala de l'evasió, Tate Modern, Fundació Joan Miró i National Gallery of Art
- 2012 — Exquisite Corpses. Drawing and Disfiguration, Museum of Modern Art, New York
- 2013/14 — Surrealism and the object, Centre Georges Pompidou, París.

## Premis i reconeixements
- 1954 — Gran Premi de Gravat de la Biennal de Venècia.
- 1959 — Gran Premi de la Fundació Guggenheim.[138]
- 1962 — Chevalier de la Legió d'Honor a França.
- 1966 — Premi Carnegie de pintura atorgat pel Carnegie Museum of Art.
- 1968 — Doctor honoris causa per la Universitat Harvard.[139]
- 1969 — Fill adoptiu de Palma.[140]
- 1978 — Medalla d'Or de la Generalitat de Catalunya i fou el primer català a rebre aquesta distinció.[141]
- 1978 — Medalla d'Or de les Balears.[142]
- 1978 — Gran Creu de l'Orde d'Isabel la Catòlica.[100]
- 1979 — Doctor honoris causa per la Universitat de Barcelona. Va ser investit el 2 d'octubre del mateix any.[143]
- 1980 — Medalla d'Or al Mèrit en les Belles Arts del Ministeri de Cultura d'Espanya.[144]
- 1982 — Medalla d'or del mèrit europeu.[145]
- 1983 — Doctor honoris causa per la Universitat de Múrcia.[146]
- 2006 — Fill adoptiu de Mallorca.[147]

## Fundacions

### Fundació Joan Miró

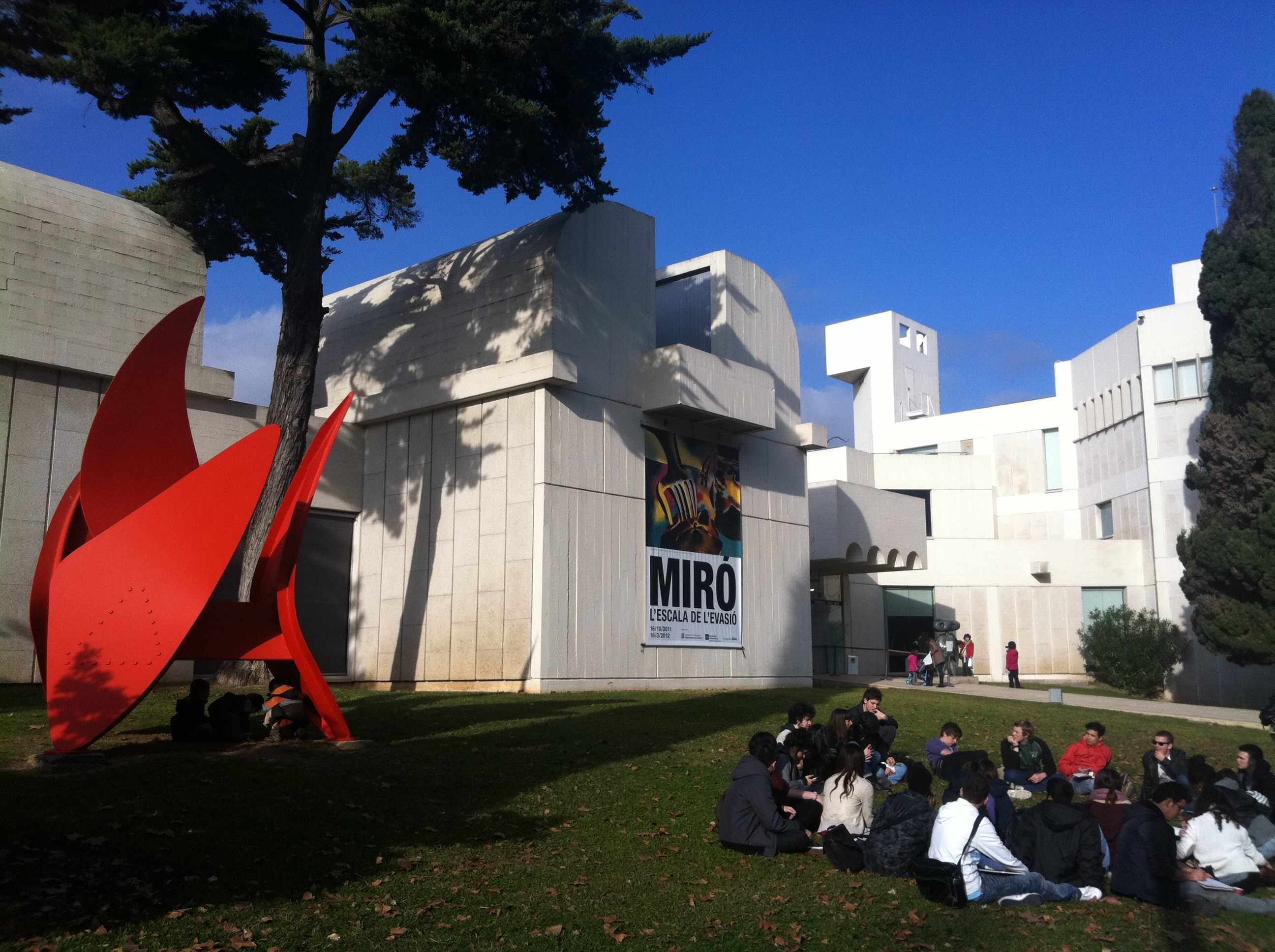
Fundació Joan Miró a Barcelona

La Fundació Joan Miró està situada a la ciutat de Barcelona i custodia algunes de les obres més representatives d'aquest pintor català. Conté més de 104.000 peces entre pintures, escultures i tapissos. Pel que fa als dibuixos, cal destacar que la Fundació conserva la pràctica totalitat de dibuixos preparatoris de Joan Miró, amb més de 8.000 referències, un material bàsic per entendre l'obra de Miró.
La Fundació Joan Miró va ser la primera institució artística de Barcelona que es va idear a partir del treball conjunt entre un artista i un arquitecte, Joan Miró i Josep Lluís Sert. L'equipament resultant fou, durant molts anys, paradigma de la modernitat i la independència artística. Va obrir les portes al públic el 10 de juny de 1975. Actualment, la Fundació és dirigida per Rosa Maria Malet, i el seu patronat per Jaume Freixa.
Els seus orígens es remunten a l'any 1968, amb motiu de la primera gran exposició retrospectiva de Joan Miró a Barcelona, presentada a l'antic Hospital de la Santa Creu. Diverses personalitats del món de l'art i la cultura es van adonar aleshores de l'oportunitat històrica de disposar a Barcelona d'un espai de referència de l'obra de Miró.
D'acord amb la voluntat de l'artista, la nova institució hauria de possibilitar també el coneixement i la difusió de l'art més actual, en tots els seus vessants. En un moment en què el panorama artístic i cultural era més aviat exigu, la Fundació Joan Miró va aportar vitalitat amb un nou concepte de què havia de ser un museu, més dinàmic, en el qual la creació de Miró convivia amb les manifestacions artístiques més diverses. Aquest fet quedava reflectit en l'epígraf CEAC (Centre d'Estudis d'Art Contemporani) que hi ha a la porta del centre. L'any 1988 se'n va fer una ampliació de l'edifici per tal de poder ampliar l'espai expositiu.

### Fundació Pilar i Joan Miró

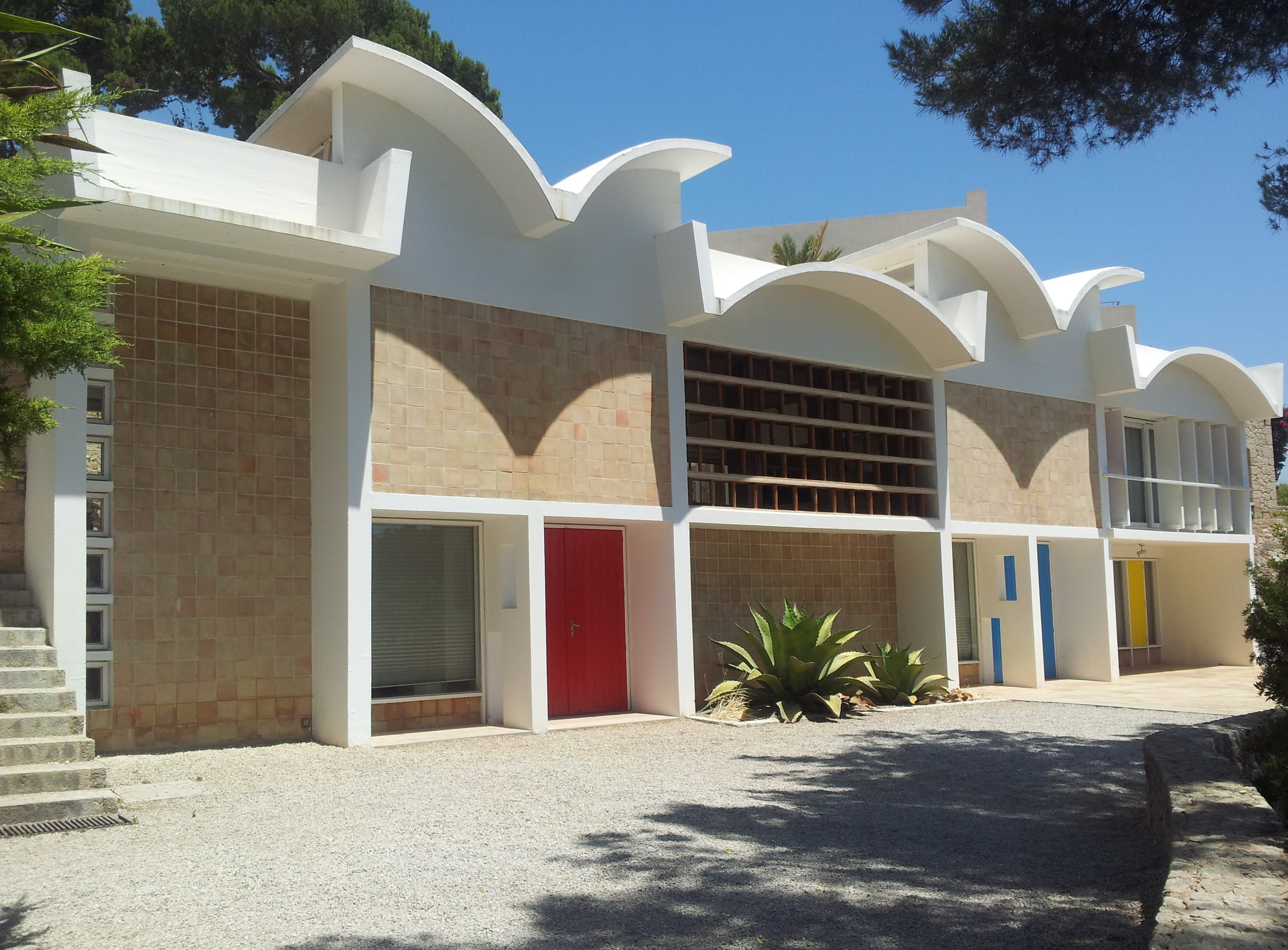
Taller Sert, taller de Miró a Mallorca

La Fundació Pilar i Joan Miró va ser establerta el 1981 a Mallorca. Disposa de 3 seus: Son Boter, una casa mallorquina del final del segle xviii i que l'artista va emprar com a segon estudi de pintura i escultura; el Taller Sert, estudi dissenyat per l'amic i arquitecte Josep Lluís Sert i construït l'any 1956, i l'edifici Moneo, seu de la Fundació, dissenyat per Rafael Moneo i inaugurat l'any 1992. Les dues primeres construccions s'han declarat Béns d'Interès Cultural (BIC). En total hi ha exposades 2.500 obres de l'artista. El seu objectiu principal és estimular les noves generacions d'artistes i donar suport a la recerca sobre l'obra de Miró. De manera contínua, ofereix programes de capacitació i cursos propis del camp de les arts gràfiques (gravat, litografia, serigrafia, fotografia…) L'antiga casa de Miró, Son Abrines, és actualment de propietat privada i no es troba oberta al públic.

### Centre Miró
Des del 2004, el Centre Miró, situat a l'Església Vella de Mont-roig del Camp, mostra còpies d'algunes de les obres més representatives de l'artista. Com a anècdota, l'edifici apareix en una obra de Miró de 1919, el quadre Poble i església de Mont-roig. Disposa de fulls informatius amb els llocs de l'entorn on Miró es va inspirar per als seus primers temes pictòrics. També conserva reproduccions del «ninots de Miró», reproduccions fetes a partir dels dissenys realitzats per Miró, junt amb Joan Baixas, per a l'obra Mori el Merma estrenada al Teatre del Liceu el 1979. Els ninots són sis: el gall, l'òliba, el titolot, el mosquit, la formiga i la carabassa.

## Tallers
Llista cronològica dels tallers que va tenir Joan Miró al llarg de la seva carrera, sense tenir en compte el taller d'Artigas de Gallifa:
- 1914 - 1916 — Barcelona: Carrer Arc de Jonqueres. Compartit amb Ricart.[155]
- 1916 - 1918 — Barcelona: Sant Pere més Baix, 51. Compartit amb Ricart.
- 1916 - 1983 — Mont-roig del Camp: Mas Miró.[156]
- 1921 - 1926 — París: Rue Blomet, 45. Compartit amb Pablo Gargallo.[32]
- 1927 - 1929 — París: Rue Tourlaque.[157]
- 1930 - 1936 — Barcelona: Passatge del Crèdit, 4[55]
- 1937 - 1939 — París: Entresòl de la Galerie Pierre[158]
- 1939 - 1940 — Varengeville-sur-Mer (Normandia).[159]
- 1942 - 1942 — Palma: Carrer Minyones, 11[78]
- 1942 - 1942 — Palma: Can sí (Casa vora del Mar)[78]
- 1947 - 1947 — Cincinnati: Atelier 17 (Taller de Hayter)[84]
- 1956 - 1983 — Palma: Son Abrines.[87]
- 1959 - 1983 — Palma: Son Boter.[159]

## Cultura popular
- La Caixa ha utilitzat, des de 1980, un logotip amb una estrella de mar blava i un punt vermell i un altre groc d'una obra de Joan Miró.[160]
- Per al Mundial de Futbol de l'any 1982 la FIFA també va adoptar un logotip de Miró, del qual una forma, modificada posteriorment per Miró, serveix com a distintiu de l'Oficina Espanyola de Turisme; en ell, es mostra un sol, una estrella i el lema de «España», amb els colors vermell negre i groc.[161] L'any 2015 la família va renunciar als drets de l'obra.[162]
- Un quartet de corda professional amb seu a Austin (Texas) va ser fundat el 1995 amb el nom de Quartet Miró. Els seus membres són Daniel Ching, i Sandy Yamamoto, violins, Juan Largess, viola i Josué Gindele, violoncel.[163]
- Google va dedicar la seva portada a Joan Miró, el dia 20 d'abril del 2006, el dia del cent-tretzè aniversari del seu naixement. Segons alguns mitjans, la portada va ser retirada a causa d'una reclamació.[164]
- La ciutat de Barcelona ha posat el seu nom a un carrer de la Vila Olímpica, a l'antic parc de l'Escorxador, a un poliesportiu i a una biblioteca.[165]
- Existeix el Cocktail Joan Miró, que consisteix en una part de Dubonnet, una de Grand Marnier una altra de whisky escocès.[166]